# Organización para la Cooperación y el Desarrollo Económicos
La Organización para la Cooperación y el Desarrollo Económico (OCDE; en inglés, Organisation for Economic Co-operation and Development, OECD; en francés, Organisation de Coopération et de Développement Économiques, OCDE) es un organismo de cooperación internacional compuesto por 38 Estados, cuyo objetivo es coordinar sus políticas económicas y sociales. La OCDE fue fundada en 1961 y su sede central se encuentra en el Château de la Muette en París (Francia). Los idiomas oficiales de la entidad son el francés y el inglés.
En la OCDE, los representantes de los países miembros se reúnen para intercambiar información y armonizar políticas con el objetivo de maximizar su crecimiento económico y colaborar a su desarrollo y al de los países no miembros.
Conocida como «club de los países ricos», a partir de 2017, sus países miembros comprendieron colectivamente el 62.2 % del PIB nominal global (USD 49.6 billones) y el 42,8 % del PIB global (Int 54.2 billones).

## Antecedentes

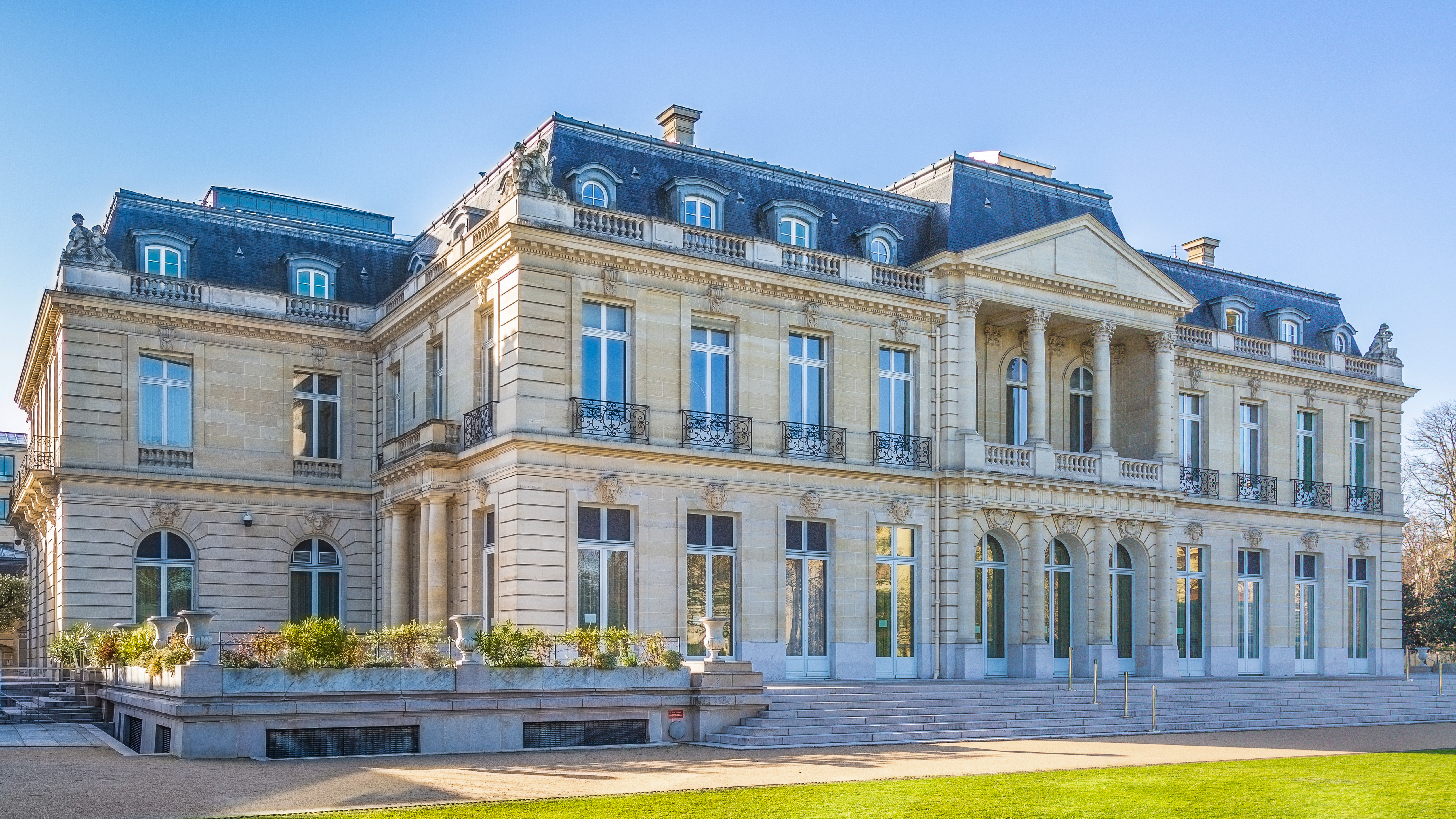
El Château de la Muette, sede de la OCDE en París

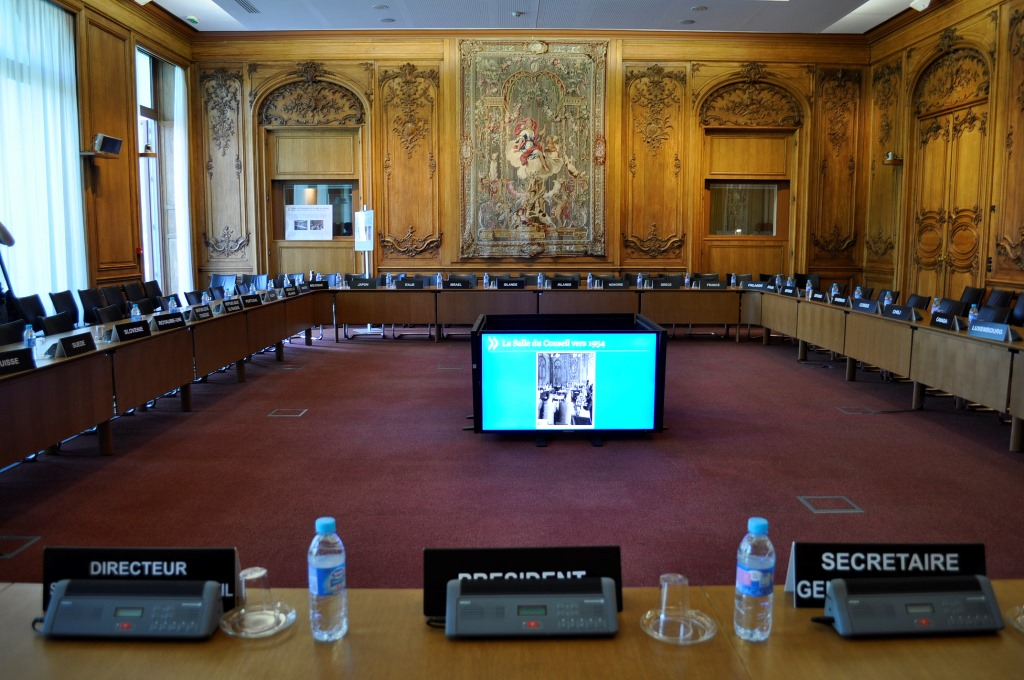
Salón de juntas principal en el Château de la Muette en 2014. Cada país miembro tiene un asiento alrededor de la mesa

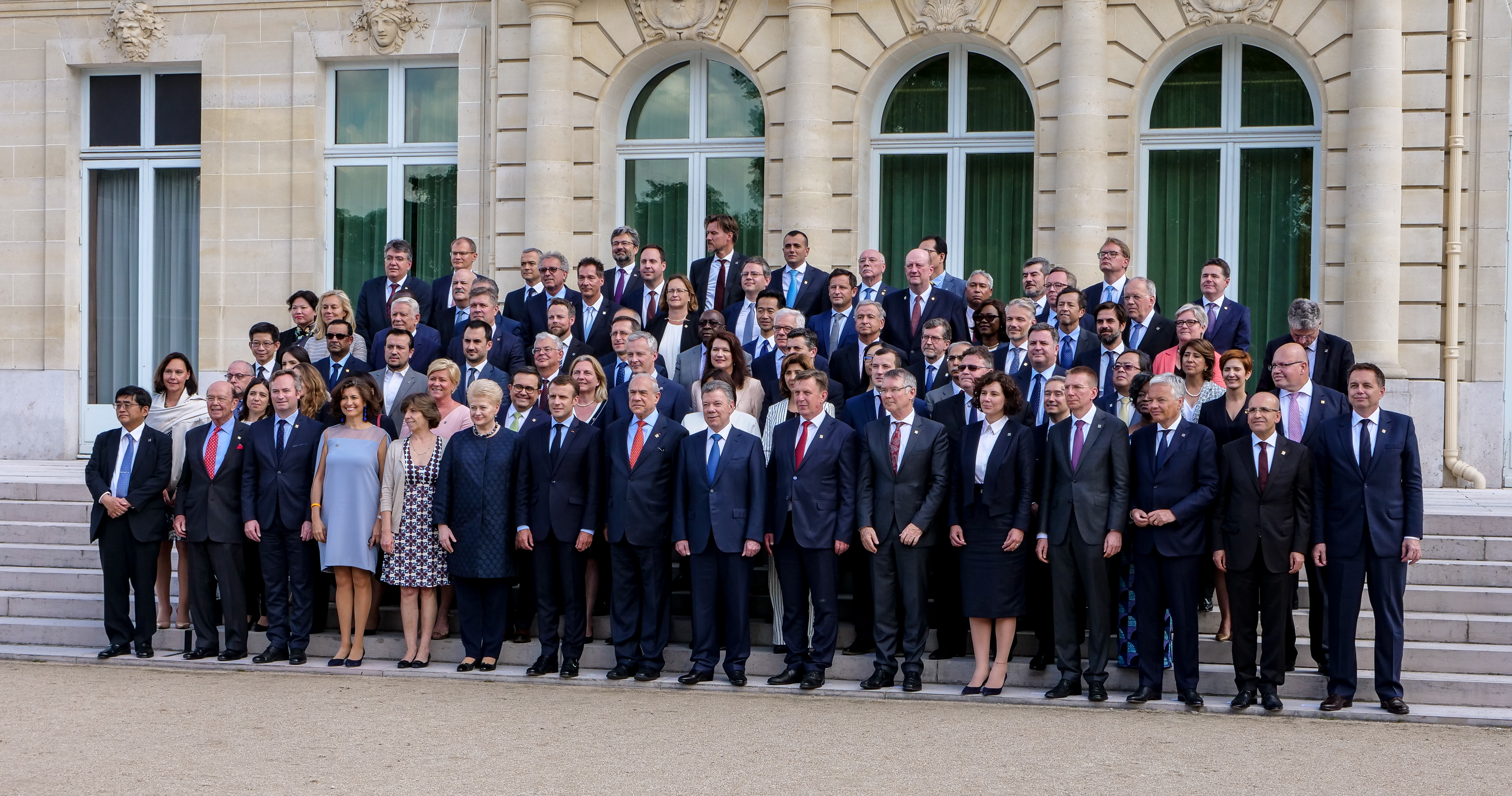
Reunión ministerial, París en 2018

La OCDE es la sucesora de la Organización Europea para la Cooperación Económica (OECE), resultado del Plan Marshall y de la Conferencia de los Dieciséis (Conferencia de Cooperación Económica Europea), que existió entre 1948 y 1960 y que fue liderada por el francés Robert Marjolin. Su objetivo era el establecimiento de una organización permanente encargada, en primer lugar, de garantizar la puesta en marcha de un programa de recuperación conjunta (el Plan Marshall) y, en particular, de supervisar la distribución de la ayuda.
La organización nació cuando veinte países, tanto de América del Norte como de Europa, se adhirieron a la «Convención de la OCDE» llevada a cabo en París el 14 de diciembre de 1960.[cita requerida]
Actualmente, la OCDE se ha constituido en uno de los foros mundiales más influyentes, en el que se analizan y se establecen orientaciones sobre temas de relevancia internacional como economía, educación y medio ambiente.[cita requerida]
Los países miembros se comprometen a aplicar los principios de liberalización, no discriminación, trato nacional y trato equivalente.[cita requerida]
El principal requisito para ser país miembro de la OCDE es liberalizar progresivamente los movimientos de capitales y de servicios.[cita requerida]

### Objetivos
Los principales objetivos económicos de la organización son:
- Contribuir a una sana expansión económica en los países miembros, así como no miembros, en vías de desarrollo económico.[cita requerida]
- Favorecer la expansión del comercio mundial sobre una base multilateral y no discriminatoria conforme a las obligaciones internacionales.[cita requerida]
- Realizar la mayor expansión posible de la economía y el empleo y un progreso en el nivel de vida dentro de los países miembros, manteniendo la estabilidad financiera y contribuyendo así al desarrollo de la economía mundial.[cita requerida]

### Conducción del trabajo de la OCDE
El órgano supremo es el Consejo, que se encarga de la supervisión y dirección estratégica, integrado por representantes de los países miembros y de la Comisión Europea. La toma de decisiones se hace por consenso.[cita requerida]
La Secretaría General lleva a cabo el análisis y hace propuestas al Consejo. Cuenta con cuatro secretarías generales adjuntas que la asisten en sus funciones.[cita requerida]
Representantes de los 37 países miembros se reúnen e intercambian información en comités especializados, para discutir y revisar los progresos alcanzados en áreas de políticas específicas, como ciencia, comercio, economía, educación, empleo o mercados financieros. Existen alrededor de 200 comités, grupos de expertos y grupos de trabajos.[cita requerida]

### Secretarios generales
| N.º | Secretario general         | Período                                           | País de origen | Ref.          |
| --- | -------------------------- | ------------------------------------------------- | -------------- | ------------- |
| 1   | Thorkil Kristensen         | 30 de septiembre de 1961-30 de septiembre de 1969 | Dinamarca      |               |
| 2   | Emiel van Lennep           | 1 de octubre de 1969-septiembre de 1984           | Países Bajos   |               |
| 3   | Jean-Claude Paye           | 1 de octubre de 1984-30 de septiembre de 1994     | Francia        |               |
| —   | Staffan Sohlman (interino) | 1 de octubre de 1994-noviembre de 1994            | Suecia         | [ 13 ] [ 14 ] |
| 3   | Jean-Claude Paye           | noviembre de 1994-31 de mayo de 1996              | Francia        | [ 15 ]        |
| 4   | Donald Johnston            | 1 de junio de 1996-31 de mayo de 2006             | Canadá         |               |
| 5   | José Ángel Gurría          | 1 de junio de 2006-31 de mayo de 2021             | México         | [ 16 ]        |
| 6   | Mathias Cormann            | 1 de junio de 2021-presente                       | Australia      | [ 17 ]        |

## Países miembros
Originalmente, entre 1961 y 1962, veinte países se adhirieron a la Convención de la Organización para la Cooperación y el Desarrollo Económicos del 14 de diciembre de 1960. Desde 1964, diecisiete países se han sumado y se han convertido en miembros plenos de la Organización.
Por orden de ingreso, los países miembros de la OCDE y las fechas en que depositaron el instrumento de ratificación son:
- Canadá: 10 de abril de 1961
- Estados Unidos: 12 de abril de 1961
- Reino Unido: 2 de mayo de 1961
- Dinamarca: 30 de mayo de 1961
- Islandia: 5 de junio de 1961
- Noruega: 4 de julio de 1961
- Turquía: 2 de agosto de 1961
- España: 3 de agosto de 1961
- Portugal: 4 de agosto de 1961
- Francia: 7 de agosto de 1961
- Irlanda: 17 de agosto de 1961
- Bélgica: 13 de septiembre de 1961
- Alemania: 27 de septiembre de 1961
- Grecia: 27 de septiembre de 1961
- Suecia: 28 de septiembre de 1961
- Suiza: 28 de septiembre de 1961
- Austria: 29 de septiembre de 1961
- Países Bajos: 13 de noviembre de 1961
- Luxemburgo: 7 de diciembre de 1961
- Italia: 29 de marzo de 1962
- Japón: 28 de abril de 1964
- Finlandia: 28 de enero de 1969
- Australia: 7 de junio de 1971
- Nueva Zelanda: 29 de mayo de 1973
- México: 18 de mayo de 1994
- República Checa: 21 de diciembre de 1995
- Hungría: 7 de mayo de 1996
- Polonia: 22 de noviembre de 1996
- Corea del Sur: 12 de diciembre de 1996
- Eslovaquia: 14 de diciembre de 2000
- Chile: 7 de mayo de 2010
- Eslovenia: 21 de julio de 2010
- Israel: 7 de septiembre de 2010
- Estonia: 9 de diciembre de 2010
- Letonia: 1 de julio de 2016
- Lituania: 5 de julio de 2018
- Colombia: 28 de abril de 2020
- Costa Rica: 25 de mayo de 2021

Mapa de los países miembros de la OCDE.
Miembros fundadores en 1962
Miembros desde 1964 o posterior

La Comisión Europea (CE) participa en el trabajo de la OCDE junto con los Estados miembros de la Unión Europea (UE).

### Fechas de adhesión
| País            | Capital               | Moneda          | Postulación          | Negociaciones      | Invitación              | Miembro pleno            | Región geográfica                | Notas |
| --------------- | --------------------- | --------------- | -------------------- | ------------------ | ----------------------- | ------------------------ | -------------------------------- | --- |
| Alemania        | Berlín                | Euro            |                      |                    |                         | 27 de septiembre de 1961 | Europa/Eurafrica (Unión Europea) | Miembro de la Organización Europea para la Cooperación Económica (OECE) desde 1949 como Alemania Occidental. Representado anteriormente por la Bizona. Alemania Oriental fue miembro de la organización rival COMECON desde 1950 hasta la reunificación alemana en 1990. |
| Australia       | Canberra              | Dólar           |                      |                    |                         | 7 de julio de 1971       | Oceanía                          | |
| Austria         | Viena                 | Euro            |                      |                    |                         | 29 de septiembre de 1961 | Europa/Eurafrica (Unión Europea) | Miembro de la OECE. |
| Bélgica         | Bruselas              | Euro            |                      |                    |                         | 13 de septiembre de 1961 | Europa/Eurafrica (Unión Europea) | Miembro de la OECE. |
| Canadá          | Ottawa                | Dólar           |                      |                    |                         | 10 de abril de 1961      | Norteamérica                     | |
| Chile           | Santiago de Chile     | Pesos           | noviembre de 2003    | 16 de mayo de 2007 | 15 de diciembre de 2009 | 7 de mayo de 2010        | Latinoamérica                    | |
| Colombia        | Bogotá                | Pesos           | 24 de enero de 2011  | 30 de mayo de 2013 | 25 de mayo de 2018      | 28 de abril de 2020      | Latinoamérica                    | |
| Corea del Sur   | Seúl                  | Won             | 29 de marzo de 1995  |                    | 25 de octubre de 1996   | 12 de diciembre de 1996  | Asia Oriental                    | |
| Costa Rica      | San José              | Colón           | junio de 2012        | 9 de abril de 2015 | 15 de mayo de 2020      | 25 de mayo de 2021       | Latinoamérica                    | |
| Dinamarca       | Copenhague            | Corona          |                      |                    |                         | 30 de mayo de 1961       | Europa/Eurafrica (Unión Europea) | Miembro de la OECE. |
| Eslovaquia      | Bratislava            | Euro            | febrero de 1994      | 8 de junio de 1994 | julio de 2000           | 14 de diciembre de 2000  | Europa/Eurafrica (Unión Europea) | Fue miembro de la organización rival COMECON desde 1949 hasta 1991 como parte de Checoslovaquia. |
| Eslovenia       | Bratislava            | Euro            | marzo de 1996        | 16 de mayo de 2007 | 10 de mayo de 2010      | 21 de julio de 2010      | Europa/Eurafrica (Unión Europea) | |
| España          | Madrid                | Euro            |                      |                    |                         | 3 de agosto de 1961      | Europa/Eurafrica (Unión Europea) | Miembro de la OECE. |
| Estados Unidos  | Washington D. C.      | Dólar           |                      |                    |                         | 12 de abril de 1961      | Norteamérica                     | |
| Estonia         | Tallin                | Euro            |                      | 16 de mayo de 2007 | 10 de mayo de 2010      | 9 de diciembre de 2010   | Europa/Eurafrica (Unión Europea) | |
| Finlandia       | Helsinki              | Euro            |                      |                    |                         | 28 de enero de 1969      | Europa/Eurafrica (Unión Europea) | |
| Francia         | París                 | Euro            |                      |                    |                         | 7 de agosto de 1961      | Europa/Eurafrica (Unión Europea) | Miembro de la OECE. |
| Grecia          | Atenas                | Euro            |                      |                    |                         | 27 de septiembre de 1961 | Europa/Eurafrica (Unión Europea) | Miembro de la OECE. |
| Hungría         | Budapest              | Euro            | diciembre de 1993    | 8 de junio de 1994 |                         | 7 de mayo de 1996        | Europa/Eurafrica (Unión Europea) | Fue miembro de la organización rival COMECON desde 1949 hasta 1991. |
| Irlanda         | Dublín                | Euro            |                      |                    |                         | 17 de agosto de 1961     | Europa/Eurafrica (Unión Europea) | Miembro de la OECE. |
| Islandia        |                       | Corona          |                      |                    |                         | 5 de junio de 1961       | Europa/Eurafrica                 | Miembro de la OECE. |
| Israel          | Distrito de Jerusalén | Nuevo Sequel    | 15 de marzo de 2004  | 16 de mayo de 2007 | 10 de mayo de 2010      | 7 de septiembre de 2010  | Medio Oriente                    | |
| Italia          | Roma                  | Euro            |                      |                    |                         | 29 de marzo de 1962      | Europa/Eurafrica (Unión Europea) | Miembro de la OECE. |
| Japón           | Tokio                 | Yen             | noviembre de 1962    |                    | julio de 1963           | 28 de abril de 1964      | Asia Oriental                    | |
| Letonia         | Riga                  | Euro            |                      | 29 de mayo de 2013 | 11 de mayo de 2016      | 1 de julio de 2016       | Europa/Eurafrica (Unión Europea) | |
| Lituania        | Vilna                 | Euro            |                      | 9 de abril de 2015 | 31 de mayo de 2018      | 5 de julio de 2018       | Europa/Eurafrica (Unión Europea) | |
| Luxemburgo      | Luxemburgo            | Euro            |                      |                    |                         | 7 de diciembre de 1961   | Europa/Eurafrica (Unión Europea) | Miembro de la OECE. |
| México          | Ciudad de México      | Pesos           |                      |                    | 14 de abril de 1994     | 18 de mayo de 1994       | Norteamérica                     | |
| Noruega         | Oslo                  | Corona          |                      |                    |                         | 4 de julio de 1961       | Europa/Eurafrica                 | Miembro de la OECE. |
| Nueva Zelanda   | Wellington            | Dólar           |                      |                    |                         | 29 de mayo de 1973       | Oceanía                          | |
| Países Bajos    | Ámsterdam             | Euro            |                      |                    |                         | 13 de noviembre de 1961  | Europa/Eurafrica (Unión Europea) | Miembro de la OECE. |
| Polonia         | Varsovia              | Esloti          | 1 de febrero de 1994 | 8 de junio de 1994 | 11 de julio de 1996     | 22 de noviembre de 1996  | Europa/Eurafrica (Unión Europea) | Fue miembro de la organización rival COMECON desde 1949 hasta 1991. |
| Portugal        | Lisboa                | Euro            |                      |                    |                         | 4 de agosto de 1961      | Europa/Eurafrica (Unión Europea) | Miembro de la OECE. |
| Reino Unido     | Londres               | Libra esterlina |                      |                    |                         | 2 de mayo de 1961        | Europa/Eurafrica                 | Miembro de la OECE. |
| República Checa | Praga                 | Corona          | enero de 1994        | 8 de junio de 1994 | 24 de noviembre de 1995 | 21 de diciembre de 1995  | Europa/Eurafrica (Unión Europea) | Fue miembro de la organización rival COMECON desde 1949 hasta 1991 como parte de Checoslovaquia. |
| Suecia          | Estocolmo             | Corona          |                      |                    |                         | 28 de septiembre de 1961 | Europa/Eurafrica (Unión Europea) | Miembro de la OECE. |
| Suiza           | Zúrich                | Franco          |                      |                    |                         | 28 de septiembre de 1961 | Europa/Eurafrica                 | Miembro de la OECE. |
| Turquía         | Ankara                | Lira            |                      |                    |                         | 2 de agosto de 1961      | Medio Oriente                    | Miembro de la OECE. |

## Indicadores

### Países miembros
La siguiente tabla compara distintos indicadores de los países miembros de la OCDE, como la superficie, población, producción económica y desigualdad de ingreso. La tabla también incluye índices de desarrollo humano, viabilidad de Estado, Estado de derecho, percepción de corrupción, libertad económica, paz, libertad de prensa y el Estado democrático.
| País            | Superficie (en km²) (2017) | Población (2017) | PIB (PPA) (en $ int.) (2017) | PIB (PPA) per cápita (en $ int.) (2017) | Desigualdad de ingreso (2008 a 2016) | IDH (2020) | Índice de Estados frágiles (2019) | Estado de derecho (2020) | Percepción de corrupción (2019) | Libertad económica (2020) | Paz (2019) | Libertad de prensa (2019) | Índice de democracia (2019) |
| --------------- | -------------------------- | ---------------- | ---------------------------- | --------------------------------------- | ------------------------------------ | ---------- | --------------------------------- | ------------------------ | ------------------------------- | ------------------------- | ---------- | ------------------------- | --------------------------- |
| Alemania        | 357,380                    | 82,695,000       | 4,187,583,088,239            | 50,639                                  | 31.7                                 | 0.947      | 24.7                              | 0.84                     | 80                              | 73.5                      | 1.547      | 14.60                     | 8.68                        |
| Australia       | 7,741,220                  | 24,598,933       | 1,192,065,505,301            | 48,460                                  | 34.7                                 | 0.944      | 19.7                              | 0.80                     | 77                              | 82.6                      | 1.419      | 16.55                     | 9.09                        |
| Austria         | 83,879                     | 8,809,212        | 461,582,926,400              | 52,398                                  | 30.5                                 | 0.922      | 25.0                              | 0.82                     | 77                              | 73.3                      | 1.291      | 15.33                     | 8.29                        |
| Bélgica         | 30,530                     | 11,372,068       | 544,041,974,958              | 47,840                                  | 27.7                                 | 0.931      | 28.6                              | 0.79                     | 75                              | 68.9                      | 1.533      | 12.07                     | 7.64                        |
| Canadá          | 9,984,670                  | 36,708,083       | 1,714,447,151,944            | 46,705                                  | 34.0                                 | 0.929      | 20.0                              | 0.81                     | 77                              | 78.2                      | 1.327      | 15.69                     | 9.22                        |
| Chile           | 756,096                    | 18,054,726       | 492,794,037,169              | 25,857                                  | 47.7                                 | 0.851      | 38.9                              | 0.67                     | 67                              | 76.8                      | 1.634      | 25.65                     | 8.08                        |
| Colombia        | 1,141,748                  | 51,166,812       | 786,356,539,907              | 16,077                                  | 49.7                                 | 0.767      | 75.7                              | 0.50                     | 40                              | 69.2                      | 2.661      | 42.82                     | 7.13                        |
| Corea del Sur   | 100,280                    | 51,466,201       | 1,972,970,735,842            | 38,335                                  | 31.6                                 | 0.916      | 33.7                              | 0.73                     | 59                              | 74.0                      | 1.867      | 24.94                     | 8.00                        |
| Costa Rica      | 51,100                     | 5,123,000        | 103,146,000,000              | 20,434                                  | 48.3                                 | 0.810      | 39.2                              | 0.68                     | 56                              | 65.8                      | 1.691      | 10.53                     | 8.16                        |
| Dinamarca       | 42,922                     | 5,769,603        | 296,350,723,354              | 51,364                                  | 28.2                                 | 0.940      | 19.5                              | 0.90                     | 87                              | 78.3                      | 1.316      | 9.87                      | 9.22                        |
| Eslovaquia      | 49,035                     | 5,439,892        | 171,990,237,347              | 31,616                                  | 26.5                                 | 0.860      | 40.5                              |                          | 50                              | 66.8                      | 1.550      | 23.58                     | 7.17                        |
| Eslovenia       | 20,270                     | 2,066,748        | 72,063,812,126               | 34,868                                  | 25.4                                 | 0.917      | 28.0                              | 0.69                     | 60                              | 67.8                      | 1.355      | 22.31                     | 7.50                        |
| España          | 505,940                    | 46,572,028       | 1,769,637,042,996            | 37,998                                  | 36.2                                 | 0.904      | 40.7                              | 0.72                     | 62                              | 66.9                      | 1.699      | 21.99                     | 8.29                        |
| Estados Unidos  | 9,831,510                  | 325,719,178      | 19,390,604,000,000           | 59,532                                  | 41.5                                 | 0.926      | 38.0                              | 0.72                     | 69                              | 76.6                      | 2.401      | 25.69                     | 7.96                        |
| Estonia         | 45,230                     | 1,315,480        | 41,756,008,089               | 31,742                                  | 32.7                                 | 0.892      | 40.8                              | 0.81                     | 74                              | 77.7                      | 1.727      | 12.27                     | 7.90                        |
| Finlandia       | 338,420                    | 5,511,303        | 247,269,243,619              | 44,866                                  | 27.1                                 | 0.938      | 16.9                              | 0.87                     | 86                              | 75.7                      | 1.488      | 7.90                      | 9.25                        |
| Francia         | 549,087                    | 67,118,648       | 2,876,059,993,399            | 42,850                                  | 32.7                                 | 0.901      | 32.0                              | 0.73                     | 69                              | 66.0                      | 1.892      | 22.21                     | 8.12                        |
| Grecia          | 131,960                    | 10,760,421       | 297,008,117,389              | 27,602                                  | 36.0                                 | 0.888      | 53.9                              | 0.61                     | 48                              | 59.9                      | 1.933      | 29.08                     | 7.43                        |
| Hungría         | 93,030                     | 9,781,127        | 274,926,859,412              | 28,108                                  | 30.4                                 | 0.854      | 49.6                              | 0.53                     | 44                              | 66.4                      | 1.540      | 30.44                     | 6.63                        |
| Irlanda         | 70,280                     | 4,813,608        | 364,140,938,830              | 75,648                                  | 31.8                                 | 0.955      | 20.6                              |                          | 74                              | 80.9                      | 1.390      | 15.00                     | 9.24                        |
| Islandia        | 103,000                    | 341,284          | 18,140,165,689               | 53,153                                  | 27.8                                 | 0.949      | 19.8                              |                          | 78                              | 77.1                      | 1.072      | 14.71                     | 9.58                        |
| Israel          | 22,070                     | 8,712,400        | 333,351,018,354              | 38,262                                  | 41.4                                 | 0.919      |                                   |                          | 60                              | 74.0                      | 2.735      | 30.80                     | 7.86                        |
| Italia          | 301,340                    | 60,551,416       | 2,387,357,093,793            | 39,427                                  | 35.4                                 | 0.892      | 43.8                              | 0.66                     | 53                              | 63.8                      | 1.754      | 24.98                     | 7.52                        |
| Japón           | 377,962                    | 126,785,797      | 5,487,161,155,332            | 43,279                                  | 32.1                                 | 0.919      | 34.3                              | 0.78                     | 73                              | 73.3                      | 1.369      | 29.36                     | 7.99                        |
| Letonia         | 64,490                     | 1,940,740        | 53,561,181,206               | 27,598                                  | 34.2                                 | 0.866      | 43.9                              |                          | 56                              | 71.9                      | 1.718      | 19.53                     | 7.49                        |
| Lituania        | 65,286                     | 2,827,721        | 90,748,628,812               | 32,092                                  | 37.4                                 | 0.882      | 38.1                              |                          | 60                              | 76.7                      | 1.779      | 22.06                     | 7.50                        |
| Luxemburgo      | 2,590                      | 599,449          | 62,189,692,542               | 103,745                                 | 33.8                                 | 0.916      | 20.4                              |                          | 80                              | 75.8                      |            | 15.66                     | 8.81                        |
| México          | 1,964,380                  | 129,163,276      | 2,358,275,520,126            | 18,258                                  | 43.4                                 | 0.779      | 69.7                              | 0.44                     | 29                              | 66.0                      | 2.600      | 46.78                     | 6.09                        |
| Noruega         | 385,178                    | 5,282,223        | 324,403,929,579              | 61,414                                  | 27.5                                 | 0.957      | 18.0                              | 0.89                     | 84                              | 73.4                      | 1.536      | 7.82                      | 9.87                        |
| Nueva Zelanda   | 267,710                    | 4,793,900        | 197,072,471,931              | 41,109                                  |                                      | 0.931      | 20.1                              | 0.83                     | 87                              | 84.1                      | 1.221      | 10.75                     | 9.26                        |
| Países Bajos    | 41,540                     | 17,132,854       | 899,530,829,783              | 52,503                                  | 28.2                                 | 0.944      | 24.8                              | 0.84                     | 82                              | 77.0                      | 1.530      | 8.63                      | 9.01                        |
| Polonia         | 312,680                    | 37,975,841       | 1,102,293,080,831            | 29,026                                  |                                      | 0.880      | 42.8                              | 0.66                     | 58                              | 69.1                      | 1.654      | 28.89                     | 6.62                        |
| Portugal        | 92,225                     | 10,293,718       | 326,029,976,815              | 31,673                                  | 35.5                                 | 0.864      | 25.3                              | 0.70                     | 62                              | 67.0                      | 1.274      | 12.65                     | 8.03                        |
| Reino Unido     | 243,610                    | 66,022,273       | 2,856,703,440,289            | 43,269                                  | 33.2                                 | 0.932      | 36.7                              | 0.79                     | 77                              | 79.3                      | 1.801      | 22.23                     | 8.52                        |
| República Checa | 78,870                     | 10,591,323       | 384,753,663,283              | 36,327                                  | 25.9                                 | 0.900      | 37.6                              | 0.73                     | 56                              | 74.8                      | 1.383      | 24.89                     | 7.69                        |
| Suecia          | 447,420                    | 10,067,744       | 505,482,949,469              | 50,208                                  | 29.2                                 | 0.945      | 20.3                              | 0.86                     | 85                              | 74.9                      | 1.533      | 8.31                      | 9.39                        |
| Suiza           | 41,290                     | 8,466,017        | 547,853,971,543              | 64,712                                  | 32.3                                 | 0.955      | 18.7                              |                          | 85                              | 82.0                      | 1.375      | 10.52                     | 9.03                        |
| Turquía         | 785,350                    | 80,745,020       | 2,140,141,581,685            | 29,505                                  | 41.9                                 | 0.820      | 80.3                              | 0.43                     | 39                              | 64.4                      | 3.015      | 52.81                     | 4.09                        |
| OCDEb,c         | 36,328,730                 | 1,300,865,255    | 56,394,326,347,476           | 43,351                                  | 33.1                                 | 0.895      | 33.3                              | 0.74                     | 68                              | 73.2                      | 1.665      | 20.46                     | 8.11                        |
| País            | Superficie (en km²) (2017) | Población (2017) | PIB (PPA) (en $ int.) (2017) | PIB (PPA) per cápita (en $ int.) (2017) | Desigualdad de ingreso (2008 a 2016) | IDH (2018) | Índice de Estados frágiles (2019) | Estado de derecho (2020) | Percepción de corrupción (2019) | Libertad económica (2020) | Paz (2019) | Libertad de prensa (2019) | Índice de democracia (2019) |

| - a El índice de estados frágiles no proporciona una cifra para Israel, sino que da un promedio de 76,5 para "Israel y Cisjordania" (Palestina). - b Para los indicadores del 1 al 3, se ha usado el total del OCDE; para el indicador 4, el promedio ponderado de la OCDE; y para los indicadores del 5 al 13, el promedio no ponderado de la OCDE. - c Las cifras no incluyen a Colombia. |
| Nota: Los colores indican la clasificación del país en el respectivo índice. Por ejemplo, una celda verde indica que el país está clasificado en el cuartil superior, es decir, el 25% superior, de los países de la tabla. |

|  | Cuartil superior |  | Cuartil medio-alto |  | Cuartil medio-bajo |  | Cuartil inferior |

### Posibles futuros países miembros
| País      | Superficie (en km²) (2017) | Población (2017) | PIB (PPA) (en $ int.) (2017) | PIB (PPA) per cápita (en $ int.) (2017) | Desigualdad de ingreso (2008 a 2016) | IDH (2018) | Índice de Estados frágiles (2019) | Estado de derecho (2020) | Percepción de corrupción (2019) | Libertad económica (2020) | Paz (2019) | Libertad de prensa (2019) | Índice de democracia (2019) |
| --------- | -------------------------- | ---------------- | ---------------------------- | --------------------------------------- | ------------------------------------ | ---------- | --------------------------------- | ------------------------ | ------------------------------- | ------------------------- | ---------- | ------------------------- | --------------------------- |
| Argentina | 2,780,400                  | 44,044,811       | 1,128,032,825,601            | 25,843                                  | 40,6                                 | 0.830      | 46.0                              | 0.58                     | 45                              | 55.1                      | 1.989      | 28.30                     | 7.02                        |
| Brasil    | 8,515,770                  | 207,833,831      | 3,255,144,799,735            | 15,662                                  | 53,3                                 | 0.760      | 71.8                              | 0.52                     | 35                              | 53.7                      | 2.271      | 32.79                     | 6.86                        |
| Bulgaria  | 111,000                    | 7,075,947        | 148,227,624,522              | 20,948                                  | 37,4                                 | 0.816      | 50.6                              | 0.55                     | 43                              | 70.2                      | 1.607      | 35.11                     | 7.03                        |
| Croacia   | 56,590                     | 4,124,531        | 108,456,655,618              | 26,295                                  | 31,1                                 | 0.837      | 47.5                              | 0.61                     | 47                              | 62.2                      | 1.645      | 29.03                     | 6.57                        |
| Perú      | 1,285,220                  | 31,444,297       | 433,059,982,554              | 13,772                                  | 43,3                                 | 0.762      | 68.2                              | 0.50                     | 36                              | 67.9                      | 2.016      | 30.22                     | 6.60                        |
| Rumania   | 238,400                    | 19,587,491       | 520,937,675,792              | 26,595                                  | 35,9                                 | 0.816      | 47.8                              | 0.63                     | 44                              | 69.7                      | 1.606      | 25.67                     | 6.49                        |
| OCDEb     | 36,328,730                 | 1,300,865,255    | 56,394,326,347,476           | 43,351                                  | 33.1                                 | 0.895      | 33.3                              | 0.74                     | 68                              | 73.2                      | 1.665      | 20.46                     | 8.11                        |
| País      | Superficie (en km²) (2017) | Población (2017) | PIB (PPA) (en $ int.) (2017) | PIB (PPA) per cápita (en $ int.) (2017) | Desigualdad de ingreso (2008 a 2016) | IDH (2018) | Índice de estados frágiles (2019) | Estado de derecho (2020) | Percepción de corrupción (2019) | Libertad económica (2020) | Paz (2019) | Libertad de prensa (2019) | Índice de democracia (2019) |

| - b Para los indicadores del 1 al 3, se ha usado el total del OCDE; para el indicador 4, el promedio ponderado de la OCDE; y para los indicadores del 5 al 13, el promedio no ponderado de la OCDE.                         |
| Nota: Los colores indican la clasificación del país en el respectivo índice. Por ejemplo, una celda verde indica que el país está clasificado en el cuartil superior, es decir, el 25% superior, de los países de la tabla. |

|  | Cuartil superior |  | Cuartil medio-alto |  | Cuartil medio-bajo |  | Cuartil inferior |

## Ampliación y relaciones con no miembros

### Ampliación
En mayo de 2007, el Consejo ministerial de la OCDE comenzó a analizar y a discutir el acceso de Chile, Eslovenia, Estonia, Israel y Rusia a la organización. Chile y Eslovenia fueron los dos únicos países en completar el proceso de incorporación en menos de un año.

#### Chile
El 15 de diciembre de 2009, la OCDE anunció oficialmente la invitación a Chile a formar parte de la organización como miembro pleno. El 11 de enero de 2010, se efectuó la ceremonia de firma del convenio de adhesión en el Palacio de La Moneda en Santiago, con la presencia del entonces secretario general de la Organización, Ángel Gurría, y en ese entonces la presidenta de Chile, Michelle Bachelet. El 10 de marzo del mismo año, el Congreso ratificó el acuerdo y, posteriormente, el gobierno de Chile depositó el instrumento de adhesión con el gobierno de Francia, en una ceremonia efectuada en la sede del Ministerio de Relaciones Exteriores de Francia en París, el 7 de mayo de 2010. Con este último paso, Chile se convirtió oficialmente en el 31.er miembro de la organización.

#### Eslovenia, Estonia e Israel
El 10 de mayo de 2010, la OCDE anunció oficialmente la invitación a Eslovenia, Estonia e Israel a formar parte de la organización como miembros plenos. Eslovenia ingresó oficialmente al grupo el 21 de julio de 2010, Israel lo hizo el 7 de septiembre del mismo año y Estonia, el 9 de diciembre de 2010.

#### Letonia y Lituania
El 2 de junio de 2016, se ratificó el ingreso a la organización de Letonia, que depositó oficialmente el instrumento de adhesión el 1 de julio del mismo año y se convirtió en el 35.º miembro. En mayo de 2018, Lituania se convirtió en el 36.º miembro de la OCDE.

#### Colombia
Por su parte, la membresía de Colombia entró en vigencia el 28 de abril de 2020 después de que haber tomado las medidas apropiadas a nivel nacional para adherirse a la Convención de la OCDE y depositar su instrumento de adhesión ante el gobierno francés, el depositario de la Convención. La adhesión de Colombia amplió la membresía de la OCDE a 37 países.

#### Costa Rica
El 15 de mayo de 2020 la OCDE invitó formalmente a Costa Rica para ser el 38.º miembro, adhesión que debe ser ratificada legislativamente en el país. Oficialmente ingresó el 25 de mayo de 2021.

#### Futura ampliación

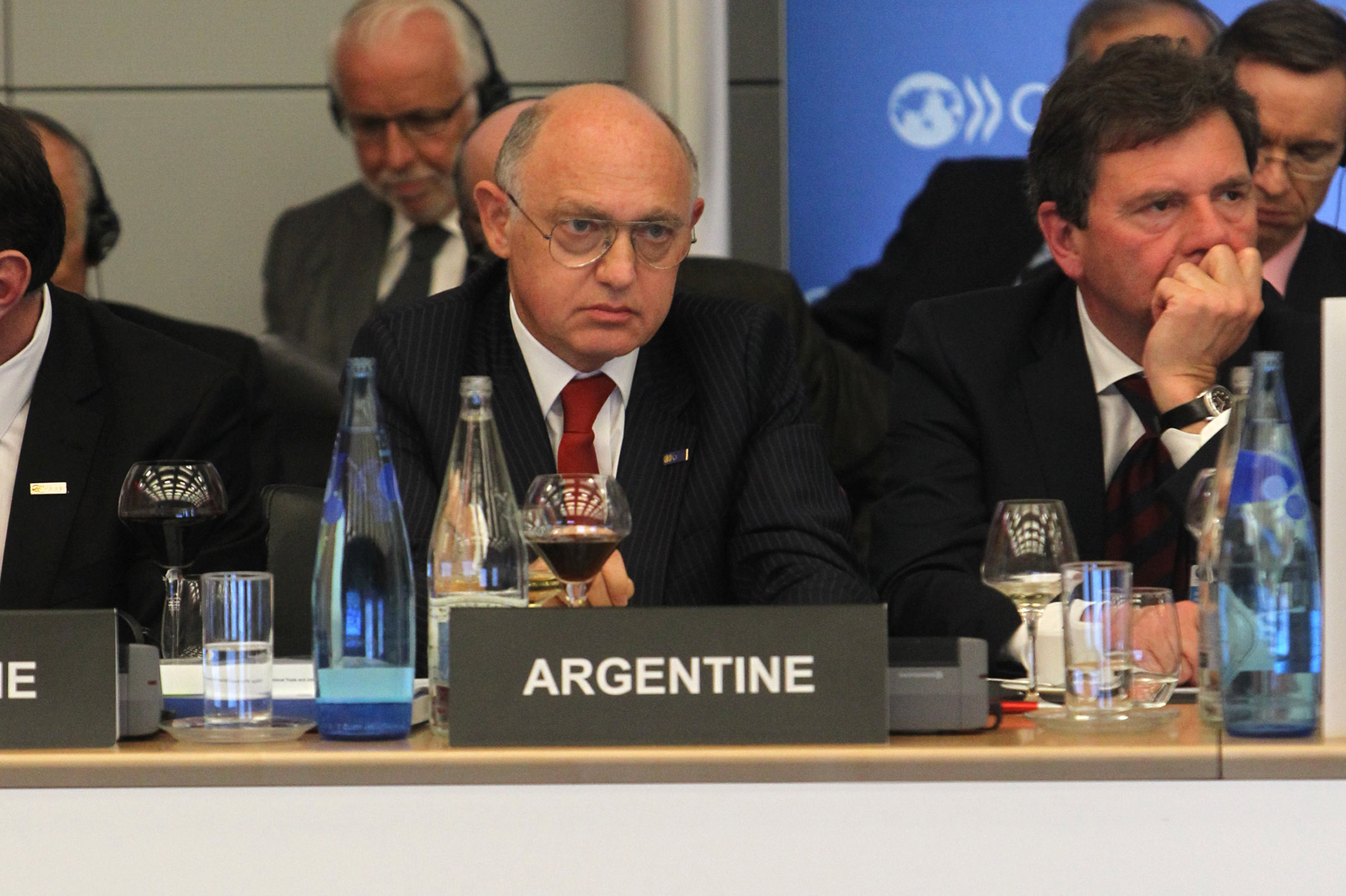
País candidato a la OCDE, Argentina ha participado en reuniones de la OCDE a lo largo de los años. El canciller argentino Héctor Marcos Timerman en una reunión de la OCDE en 2012.

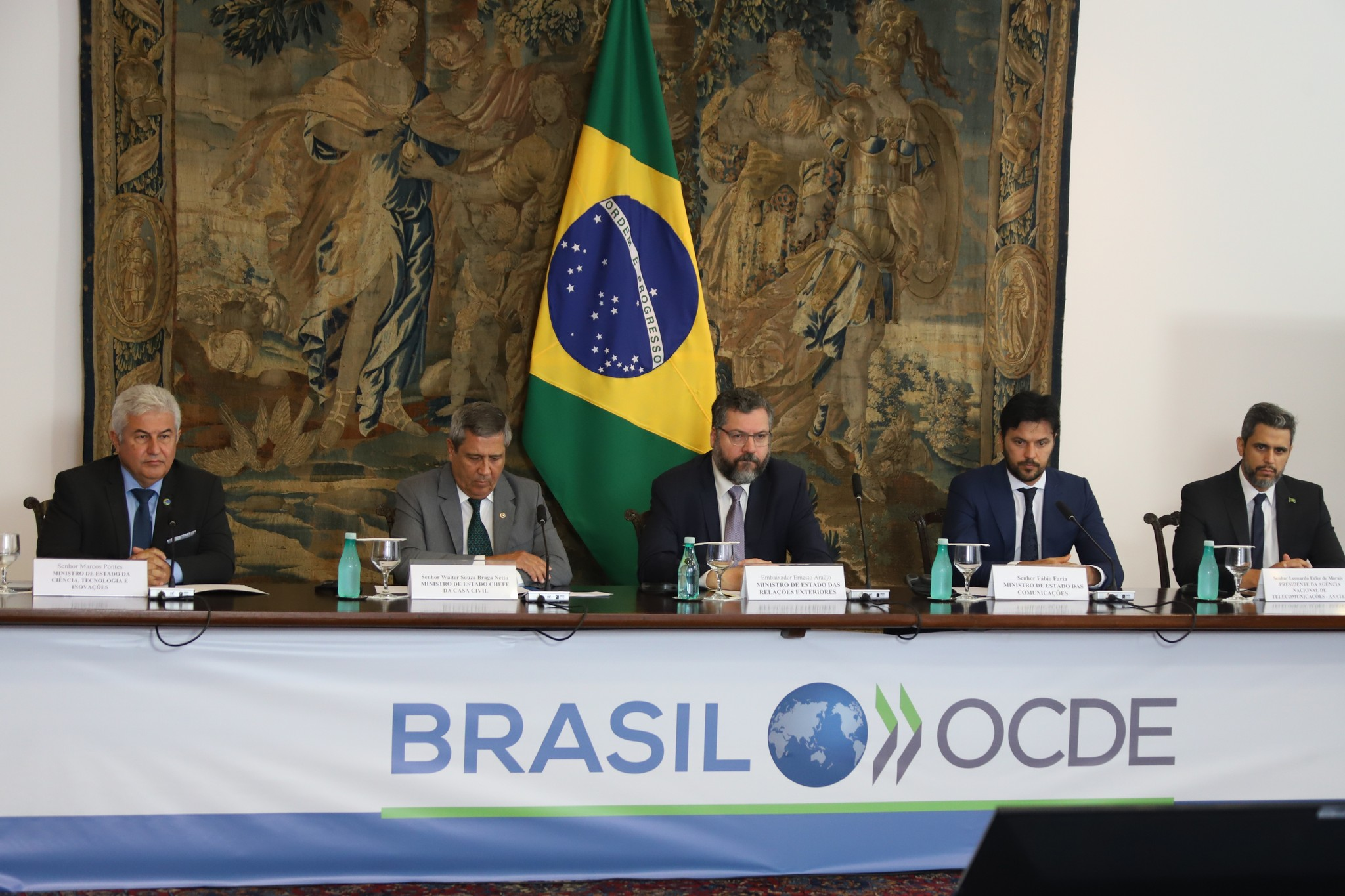
País candidato, Brasil, durante una rueda de prensa en 2020.

El 25 de enero de 2022 el consejo de la OCDE anunció el inicio del proceso de admisión de Argentina, Brasil, Bulgaria, Croacia, Perú y Rumanía a la organización.
Perú firmó la carta de adhesión el 27 de enero de 2022.
Argentina firmó la carta de adhesión en diciembre de 2023.

### Negociaciones para el ingreso
Rusia negoció su ingreso a la OCDE desde 2007, pero debido a la crisis de Crimea de 2014, se suspendió su acceso a la organización. Luego de la invasión a Ucrania en 2022, el organismo rechazó definitivamente la solicitud de ingreso de Rusia, ordenó tomar las medidas para cerrar la oficina del organismo en Moscú, así como cesar toda invitación a Rusia a nivel ministerial y en los órganos en los que figuraba como invitada.

### Relaciones con no miembros
En 2007, la OCDE se comprometió a fortalecer su cooperación con Brasil, China, India, Indonesia y Sudáfrica a través de un incremento en sus relaciones.
Además de los 37 miembros plenos, 8 países con economías emergentes son adherentes a la declaración sobre inversión internacional y empresas multinacionales de 1976 y participan en el trabajo del comité de inversiones de la OCDE: Argentina (22-4-1997), Brasil (14-11-1997), Rumania (20-4-2005), Egipto (11-7-2007), Perú (25-7-2008), Marruecos (23-11-2009), Túnez (23-5-2012) y Jordania (28-11-2013).
Por otro lado, 24 países no miembros participan como observadores regulares o completos en comités de la OCDE, a los que se suman otros 50 comprometidos en diversas actividades y que pueden solicitar membresía permanente previa evaluación positiva.

## Publicaciones
La OCDE publica constantemente documentos de trabajo, estadísticas, informes, libros y materiales de ayuda y referencia.

### Documentos de trabajo
Hay 15 documentos de trabajo de la serie publicada por las distintas direcciones de la Secretaría de la OCDE. Están disponibles en SourceOECD, así como en muchos portales especializados.

## Misiones permanente ante la OCDE en Paris

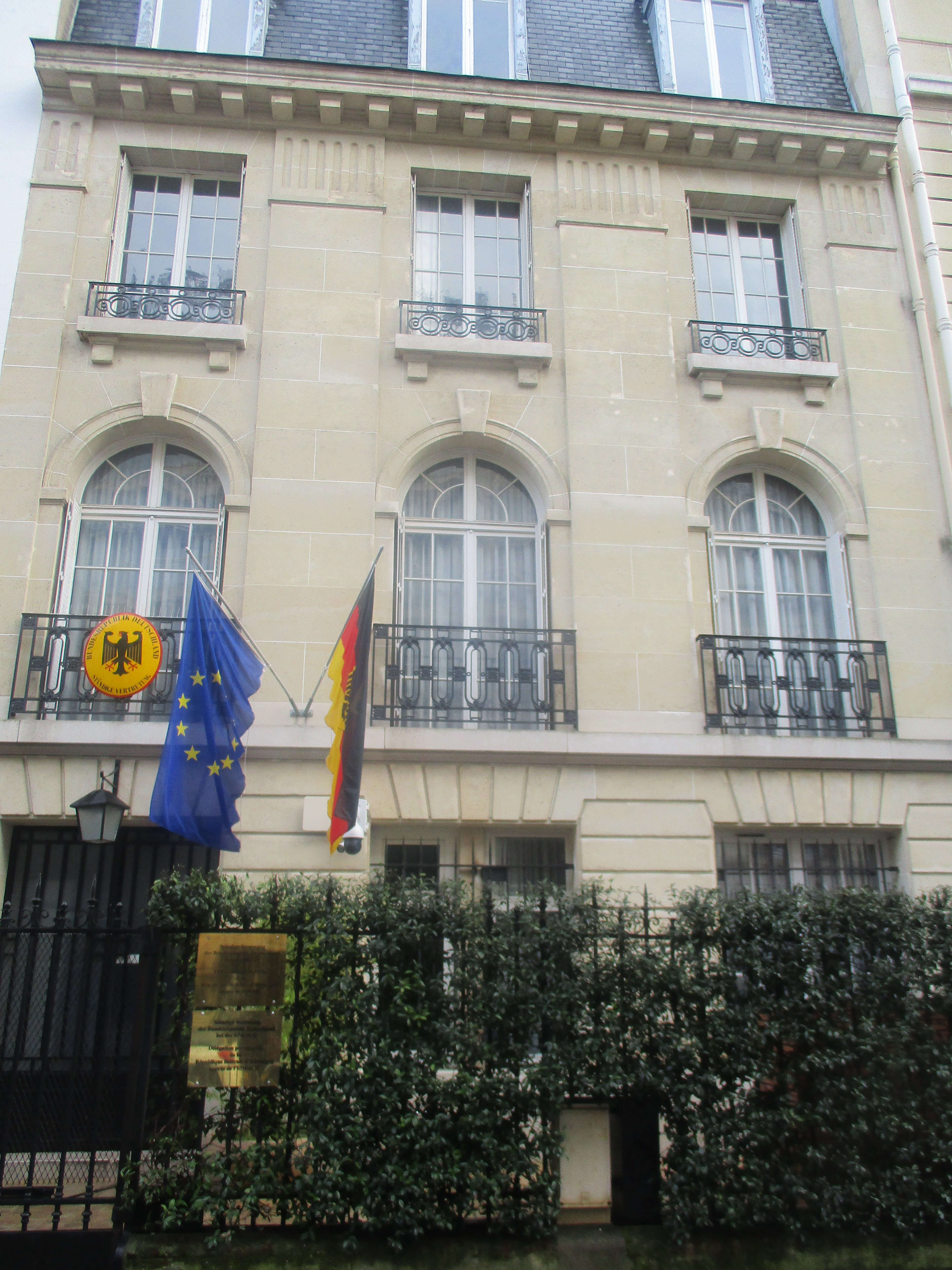
Misión permanente de Alemania ante la OCDE
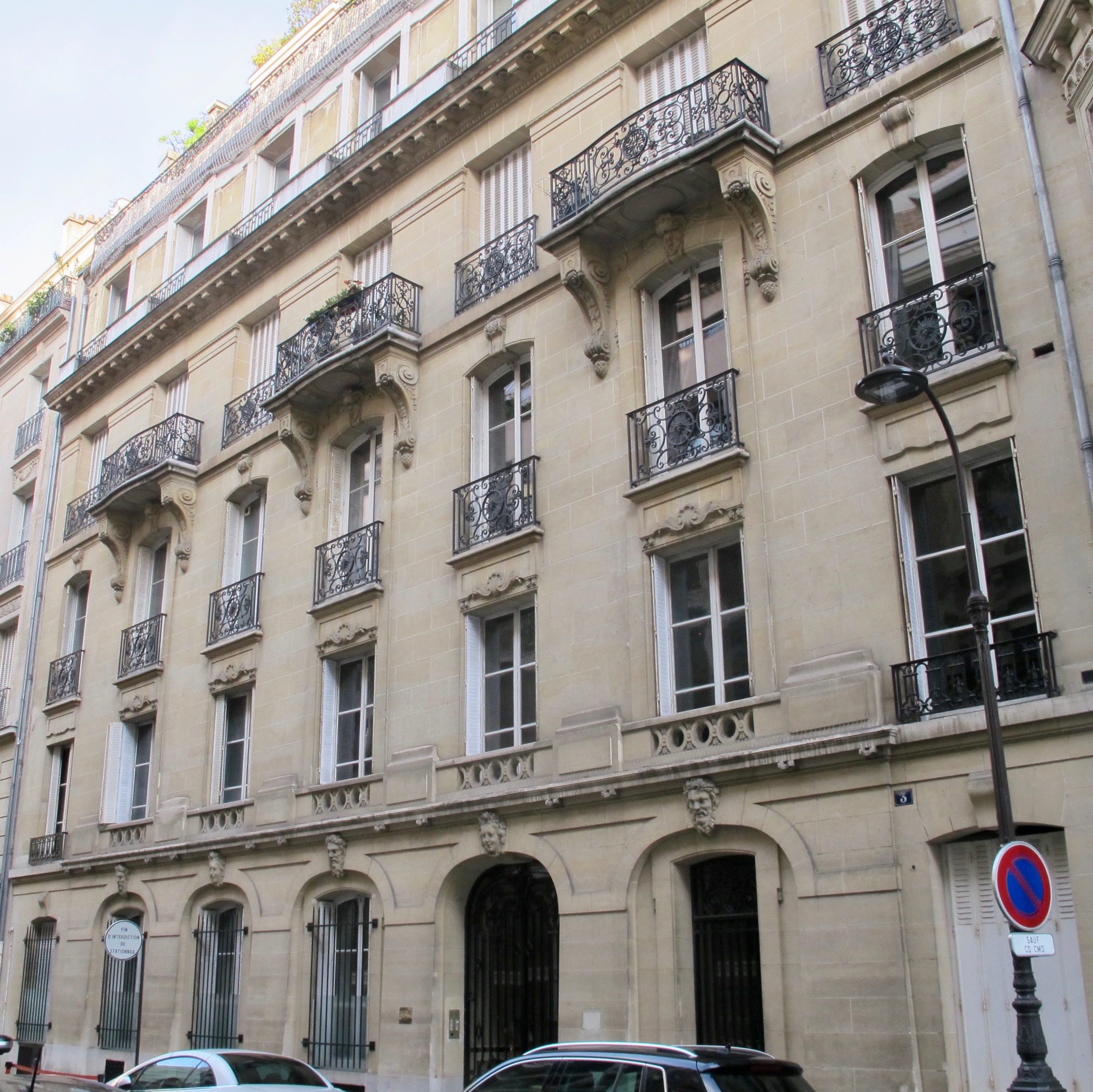
Misión permanente de Austria ante la OCDE
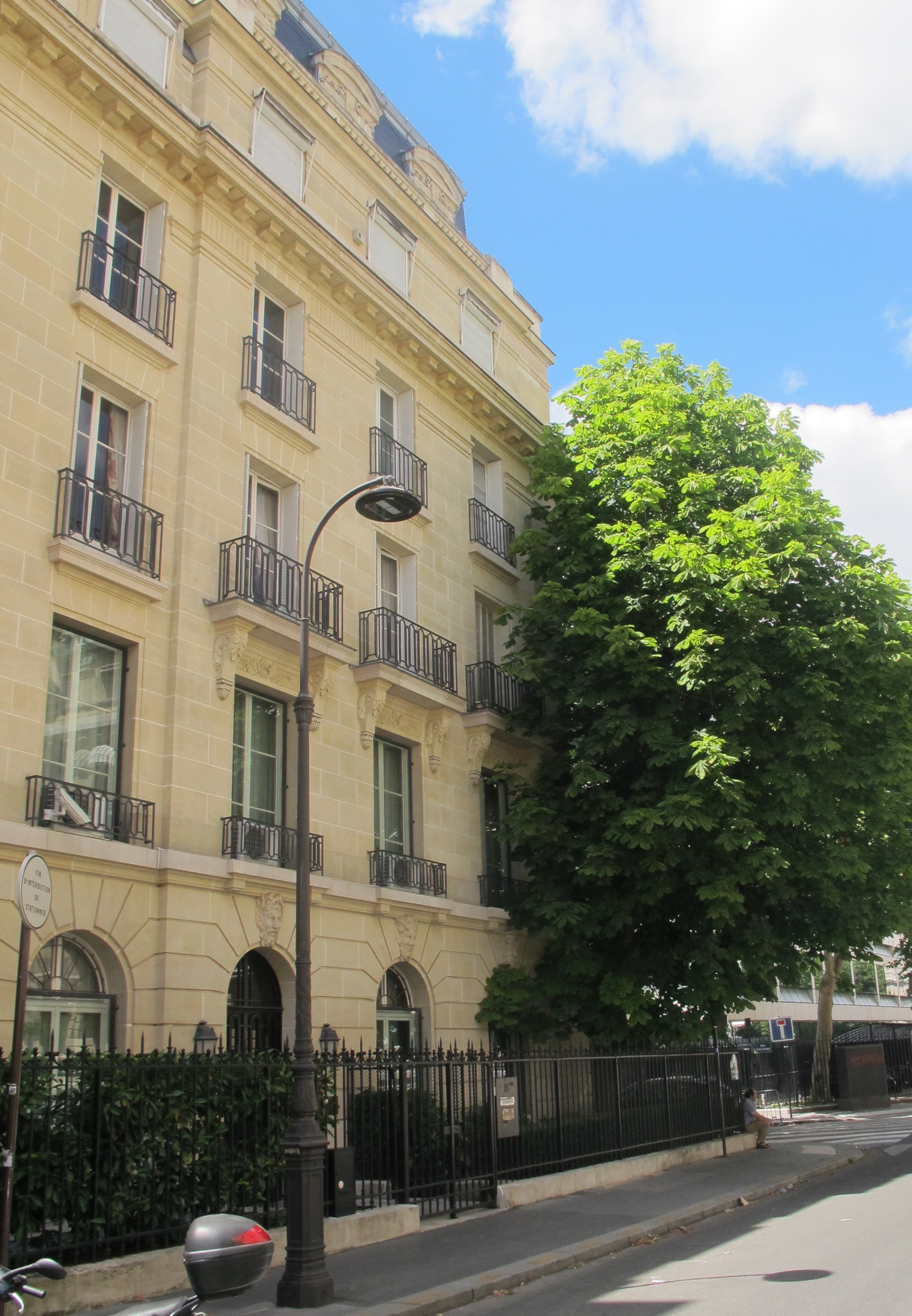
Misión permanente de Canadá ante la OCDE
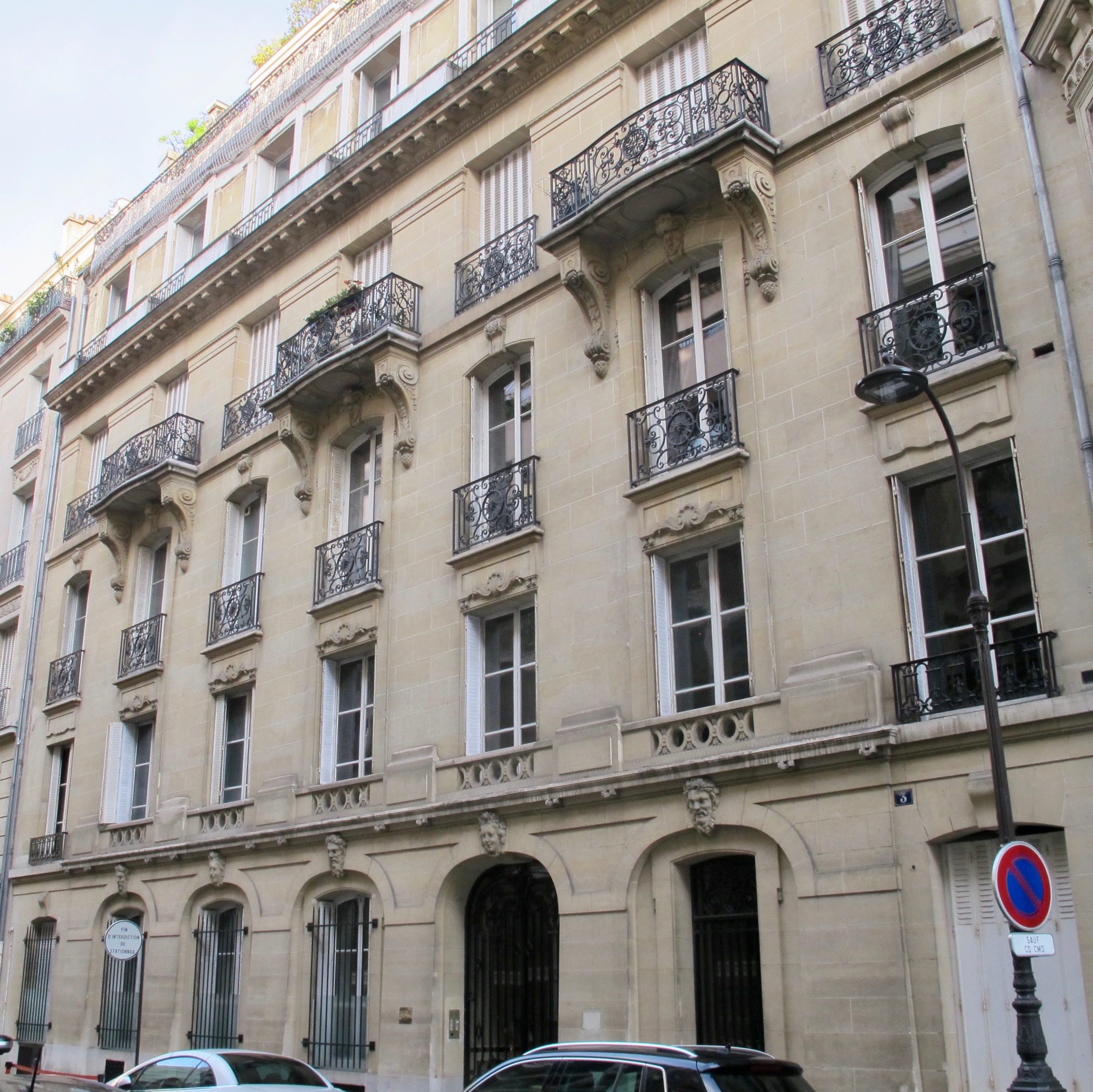
Misión permanente de Chile ante la OCDE
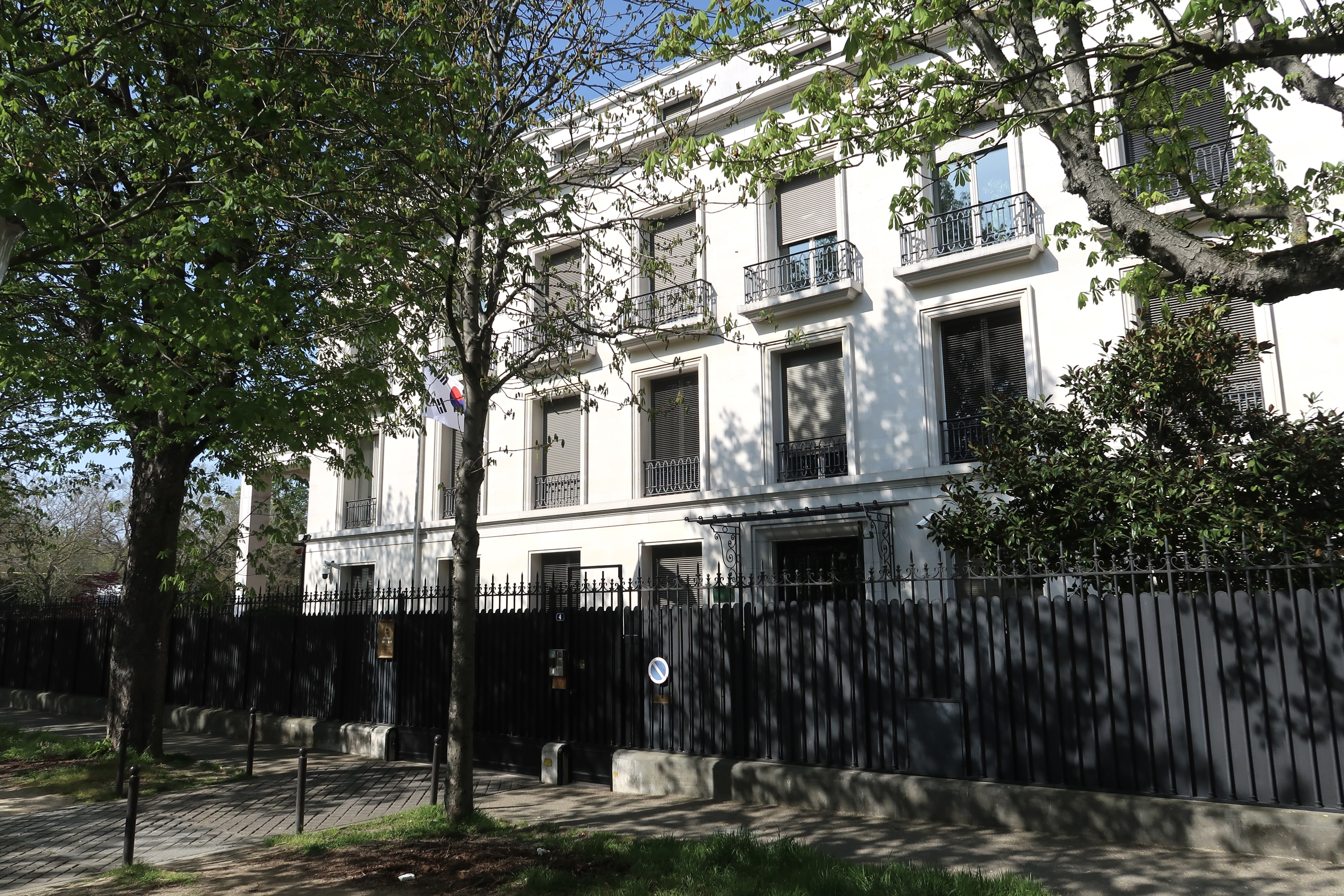
Misión permanente de Corea del Sur ante la OCDE
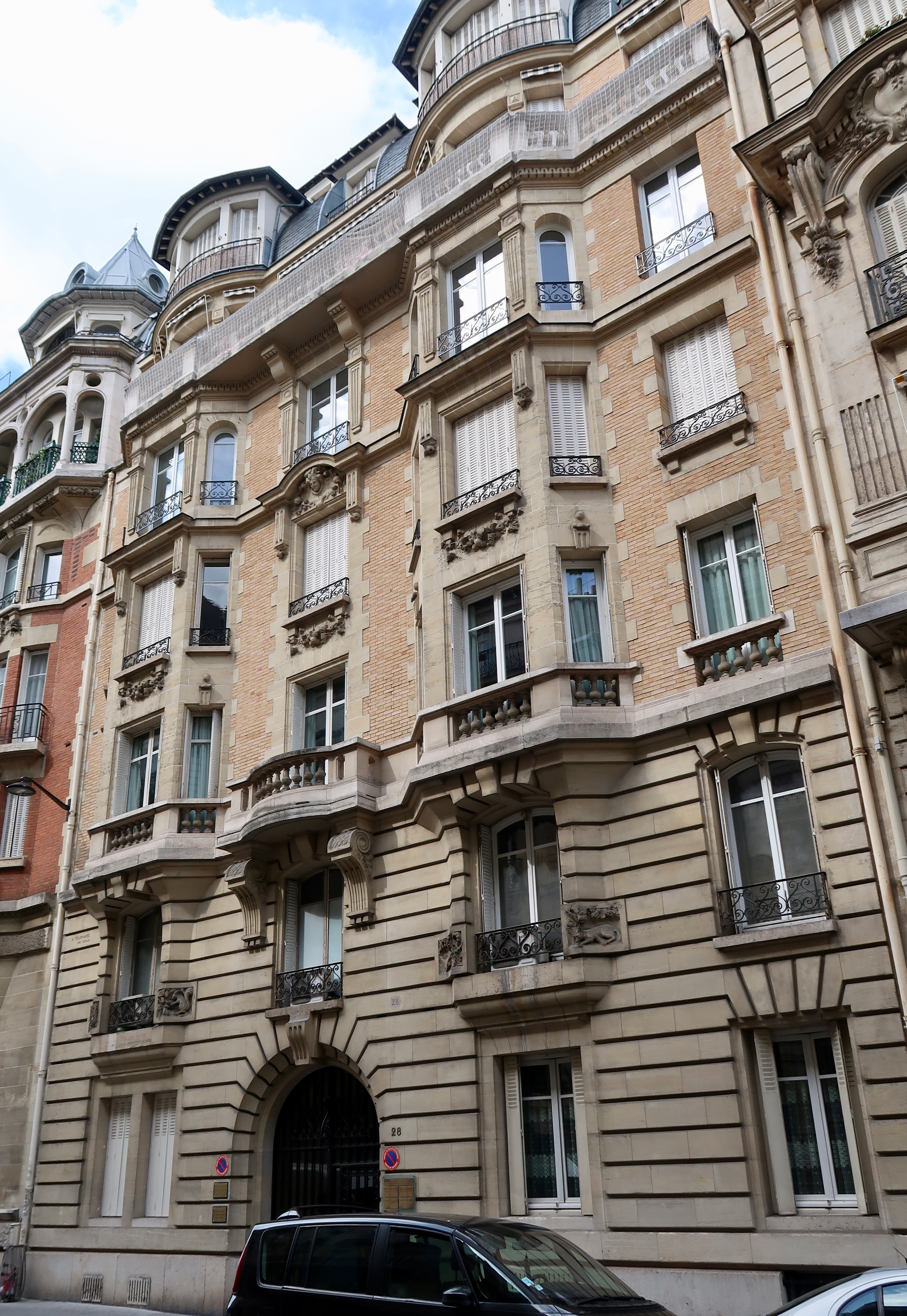
Misión permanente de Eslovaquia ante la OCDE
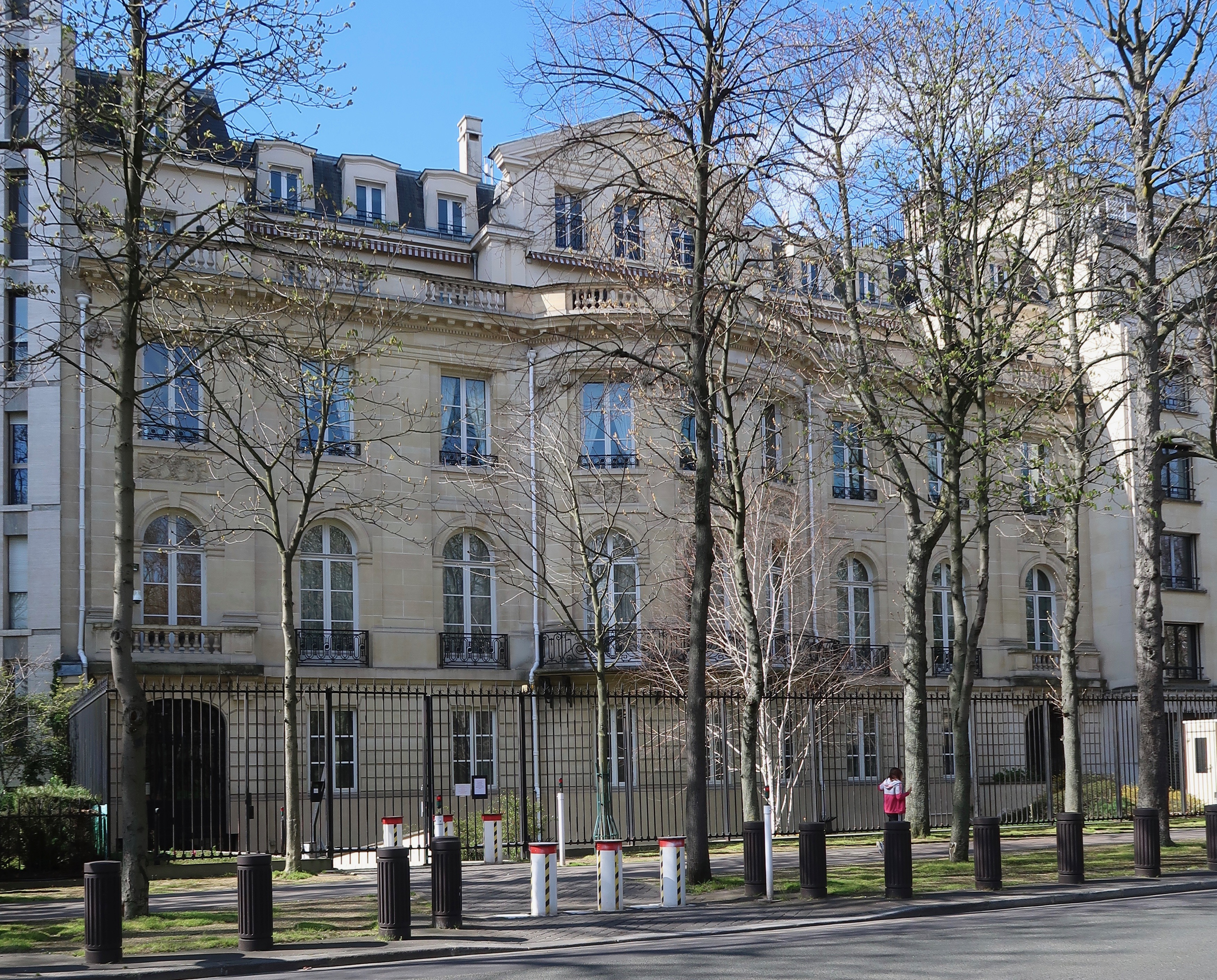
Misión permanente de los Estados Unidos ante la OCDE
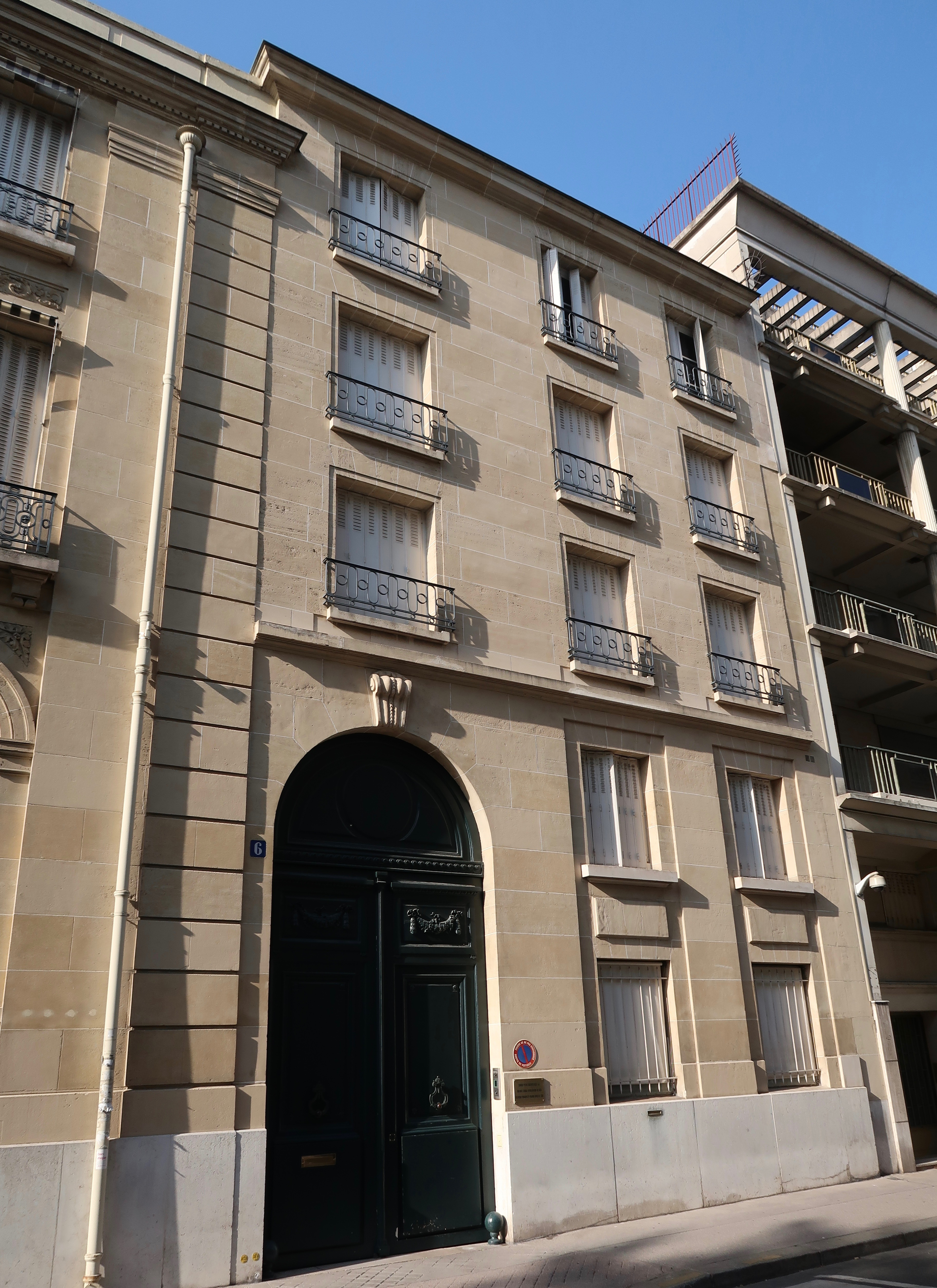
Misión permanente de Finlandia ante la OCDE
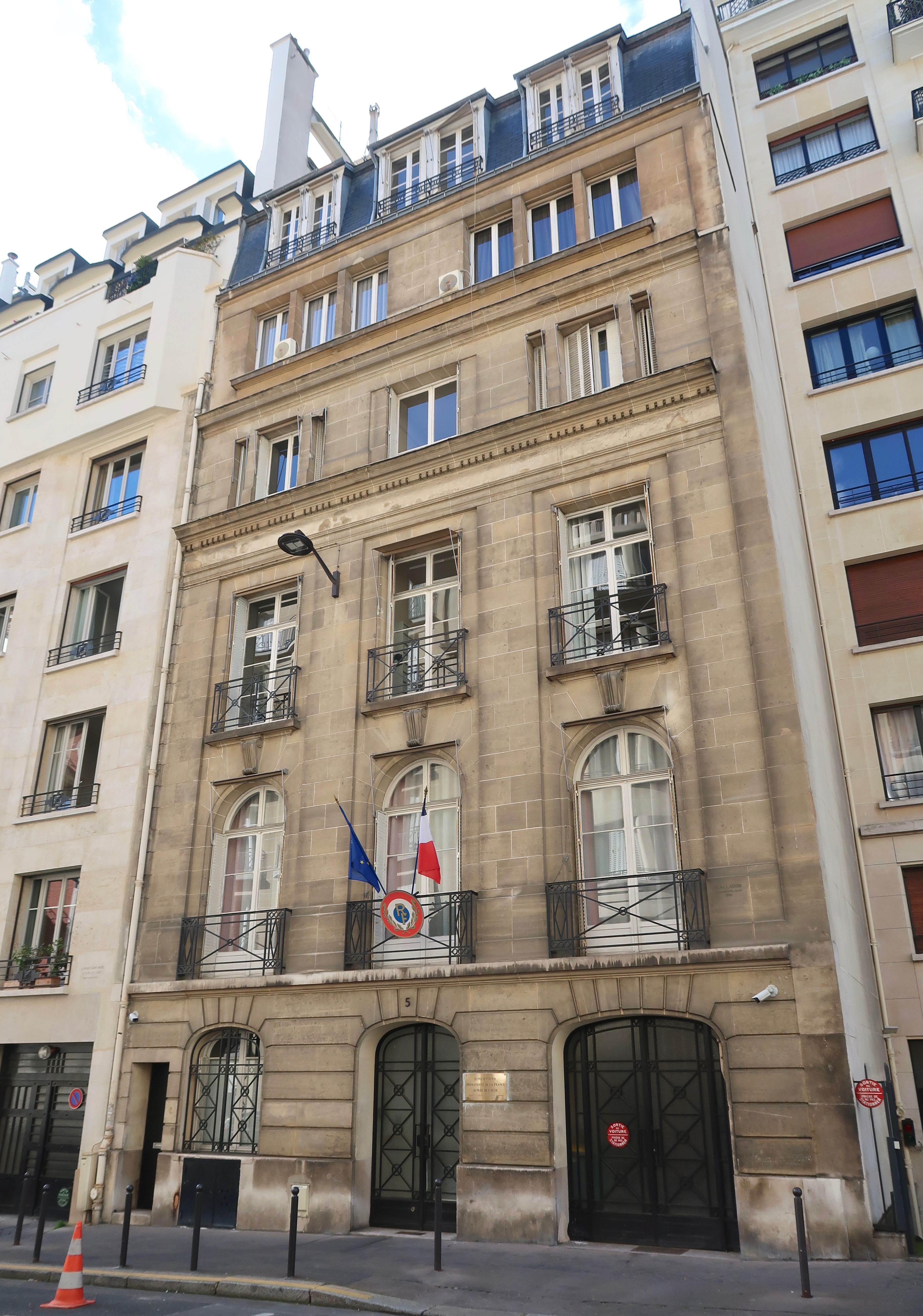
Misión permanente de Francia ante la OCDE
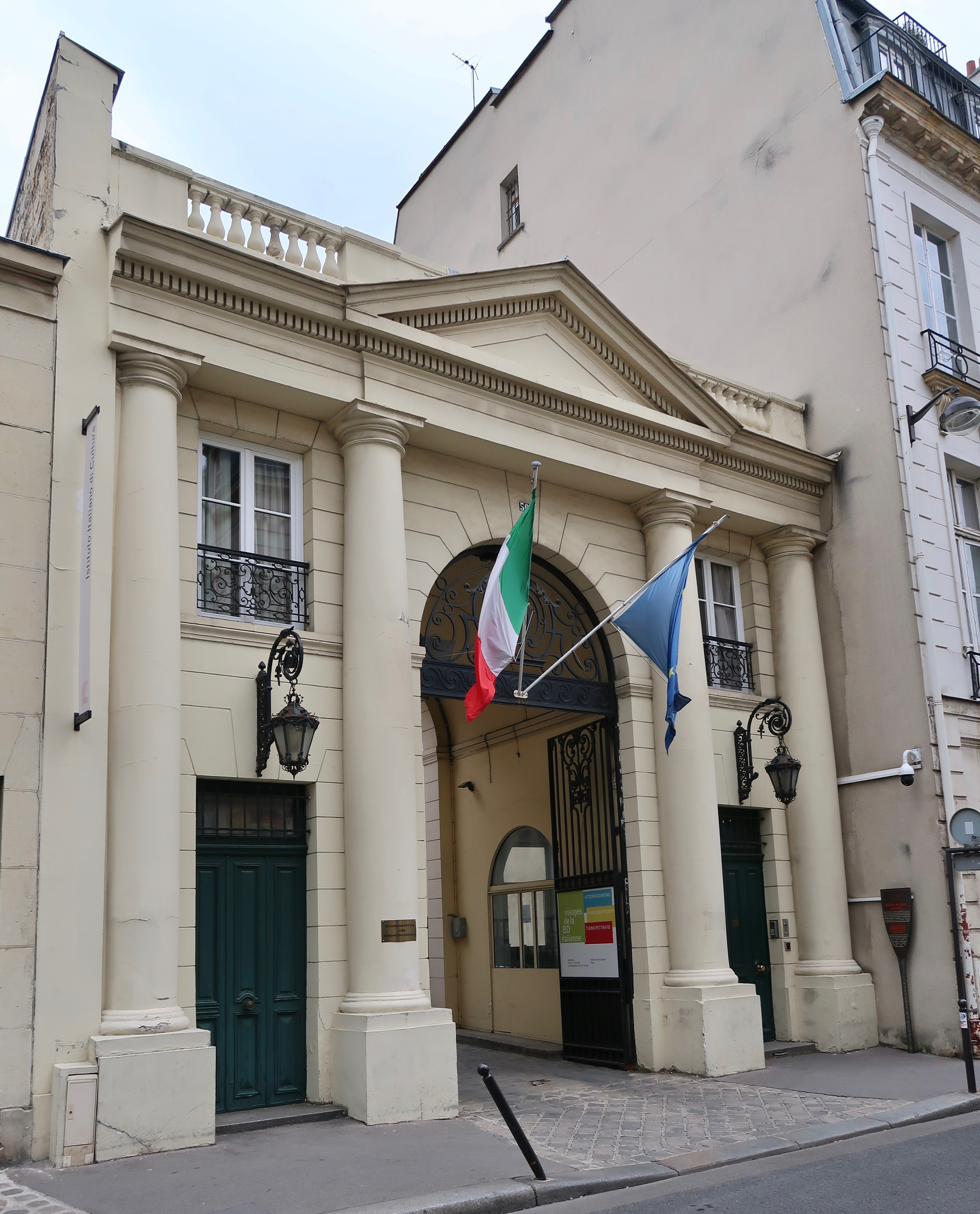
Misión permanente de Italia ante la OCDE
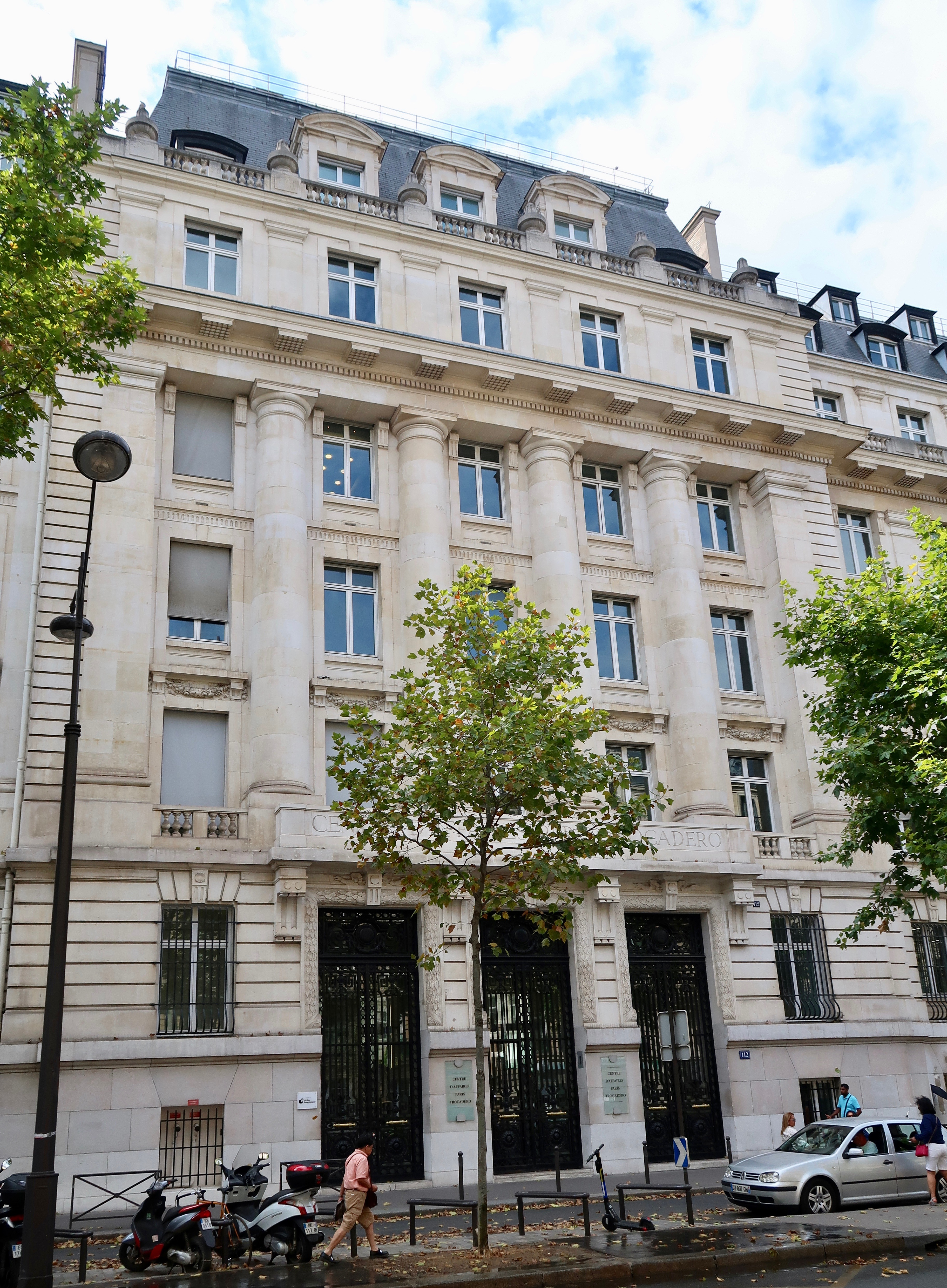
Misión permanente de Japón ante la OCDE
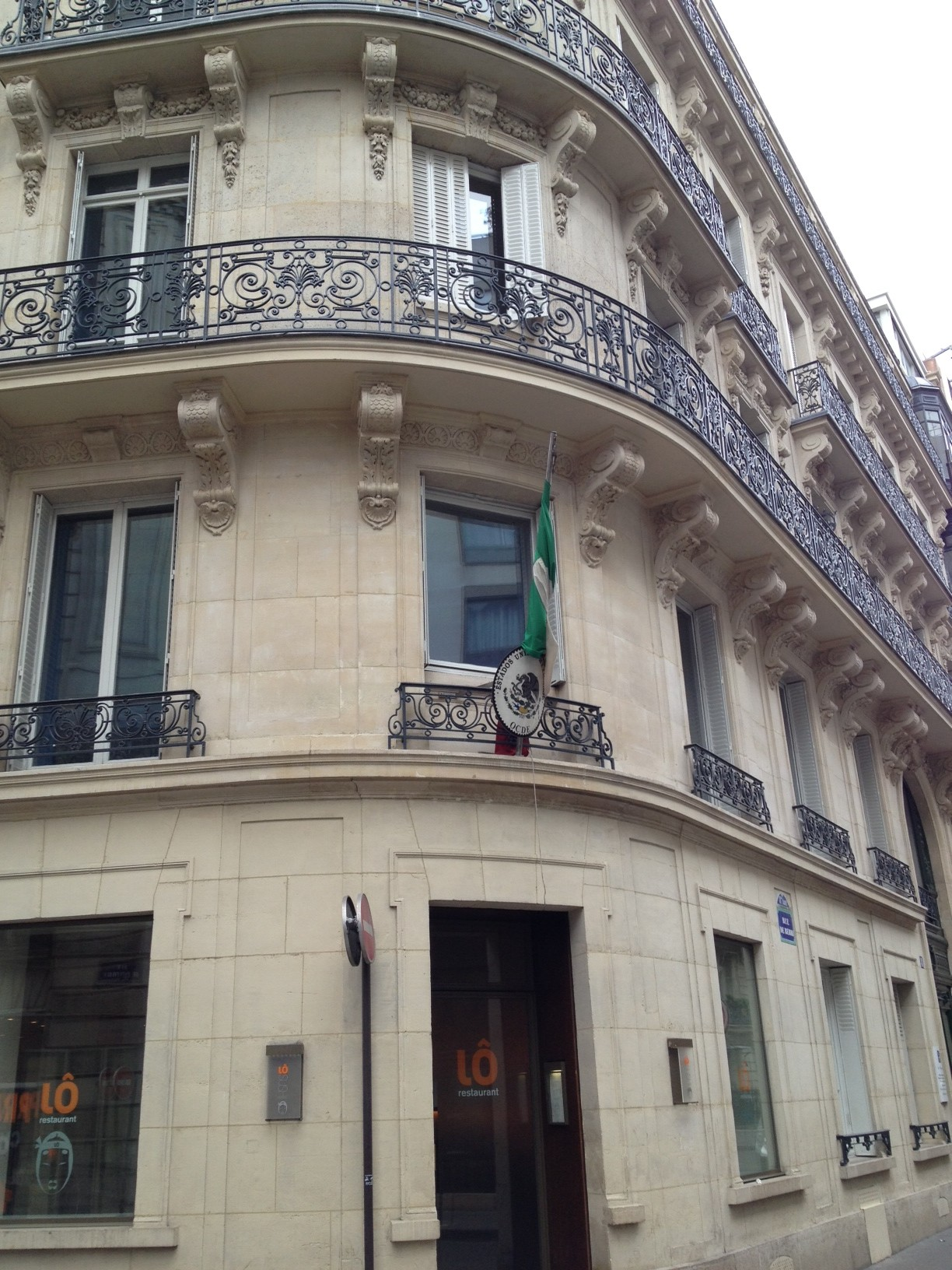
Misión permanente de México ante la OCDE
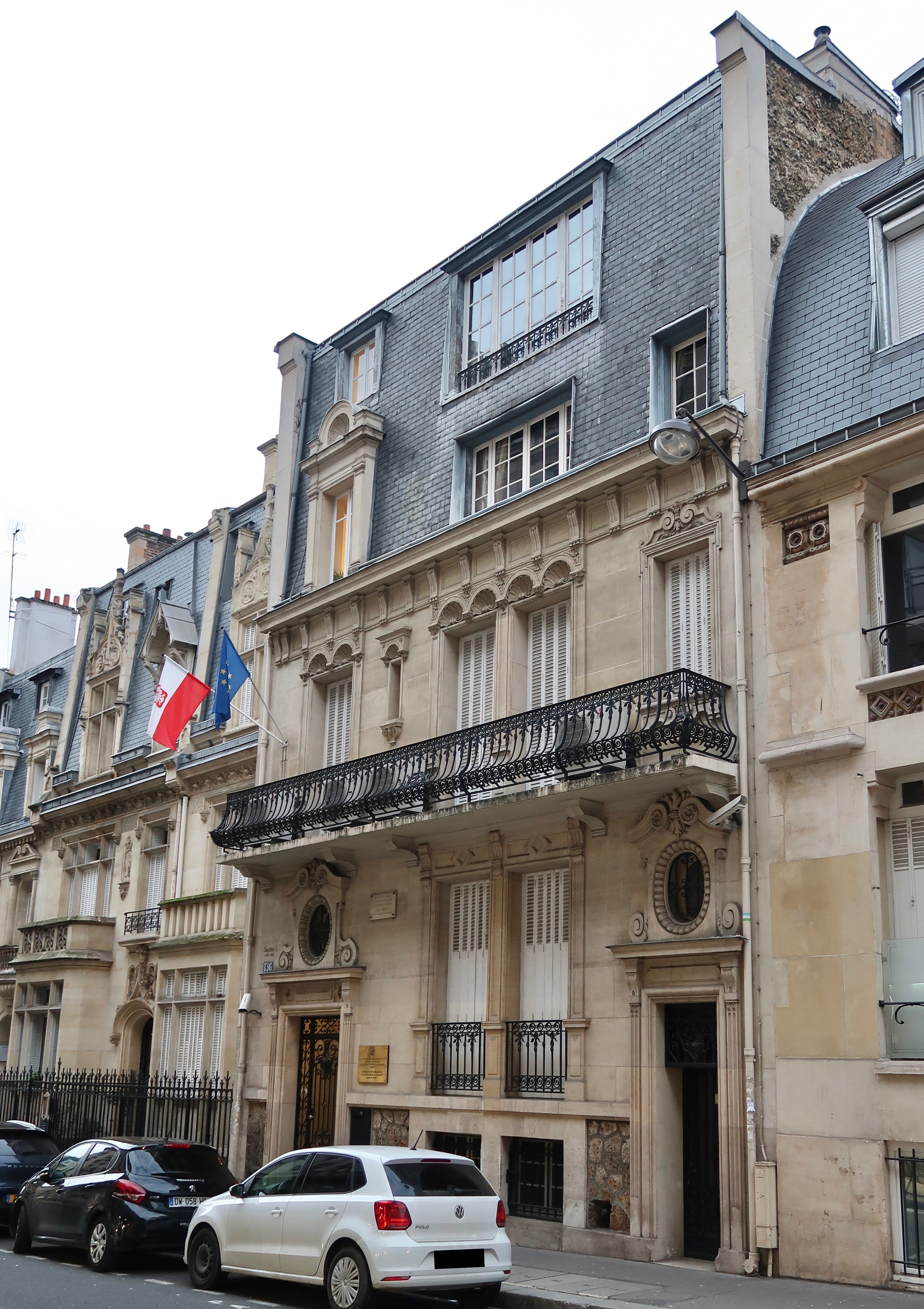
Misión permanente de Polonia ante la OCDE
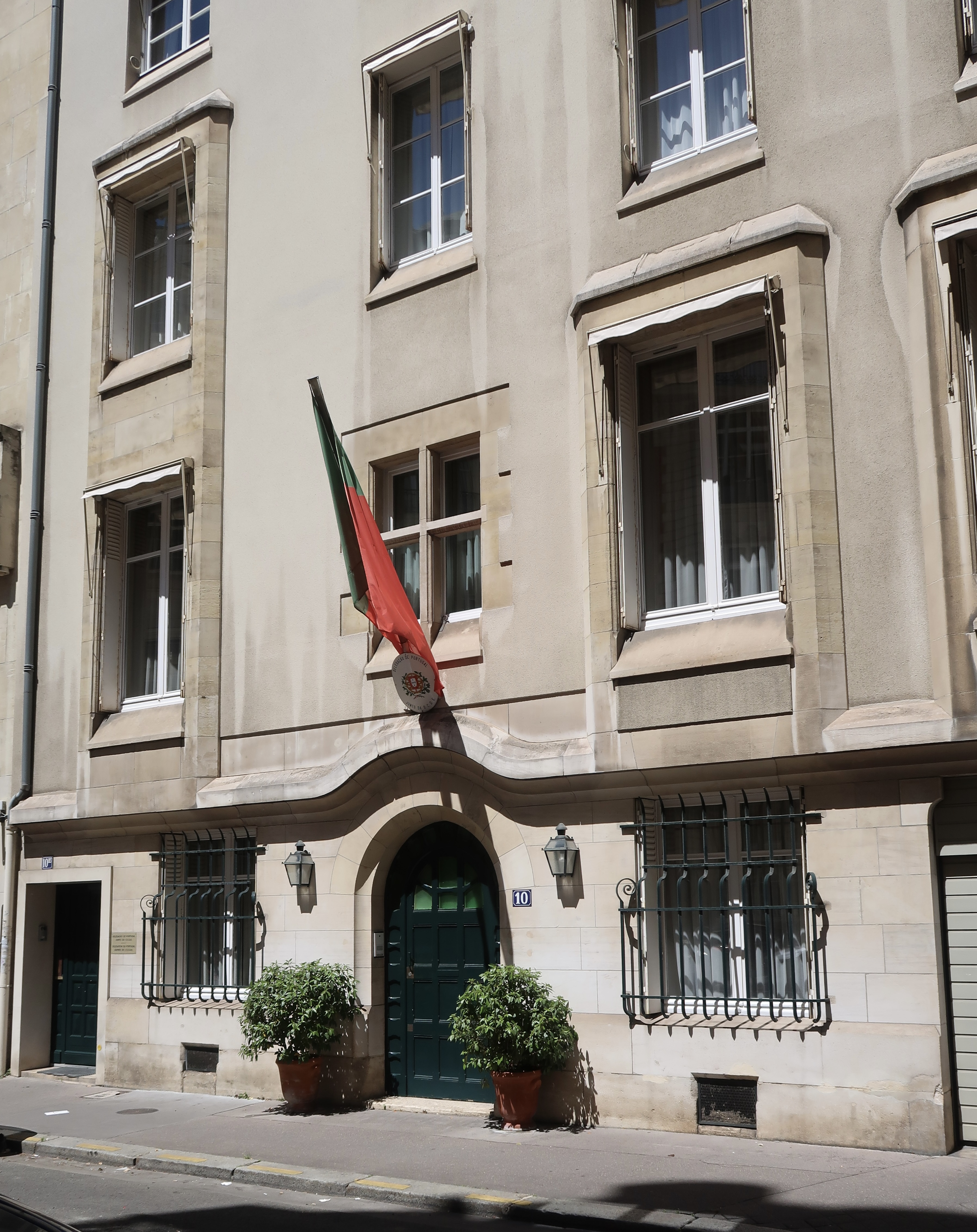
Misión permanente de Portugal ante la OCDE
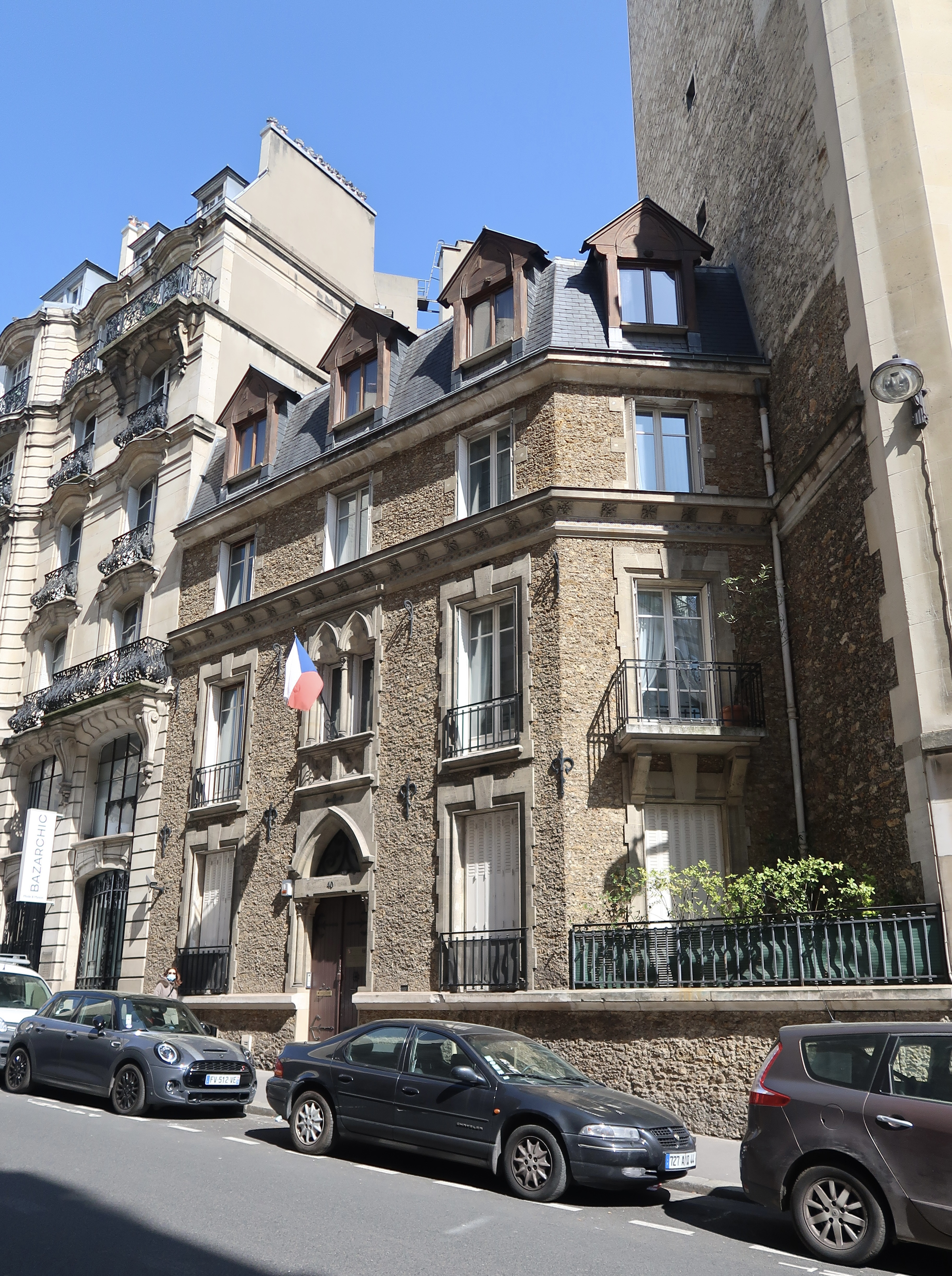
Misión permanente de la República Checa ante la OCDE
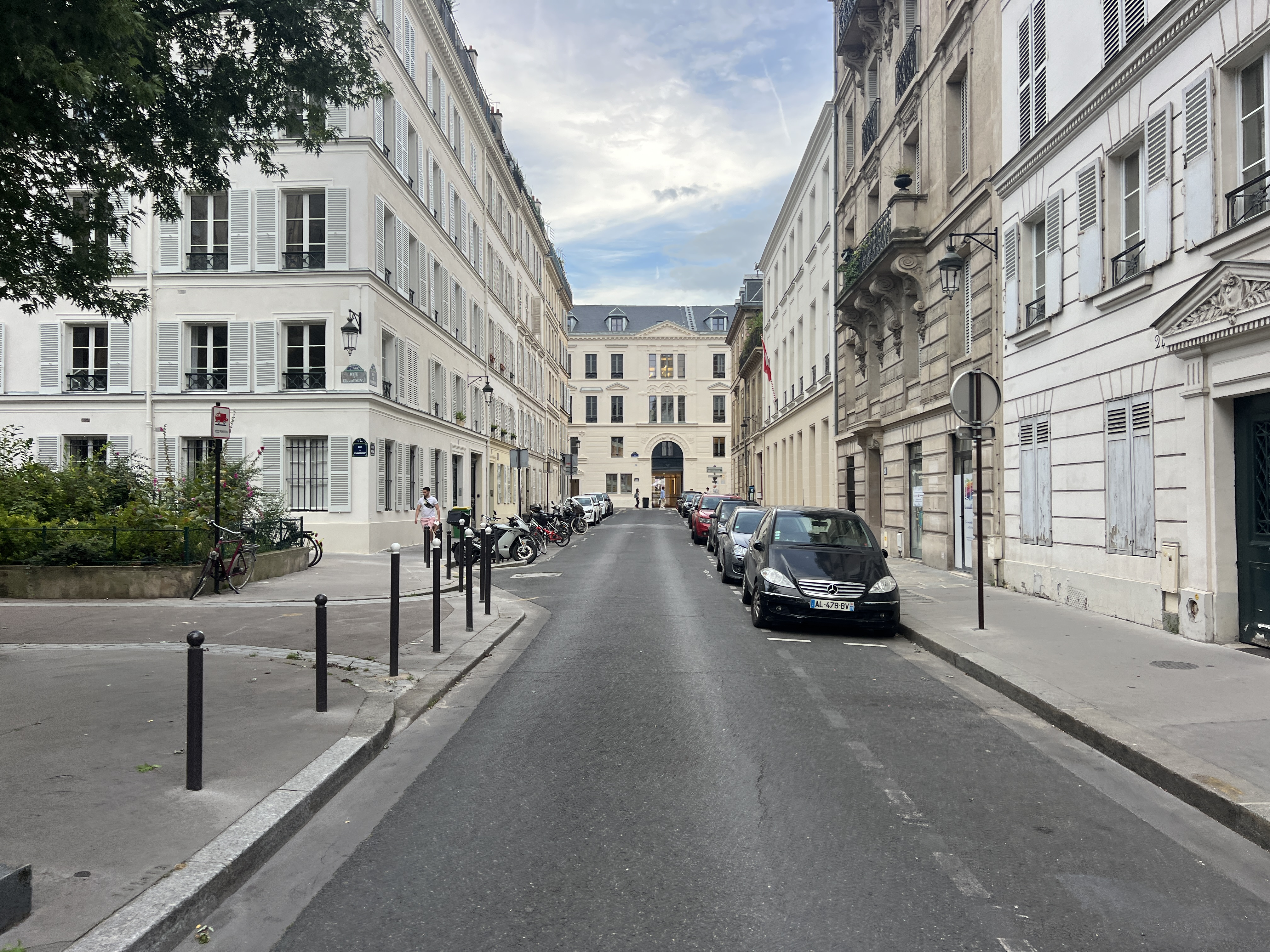
Misión permanente de Suiza ante la OCDE
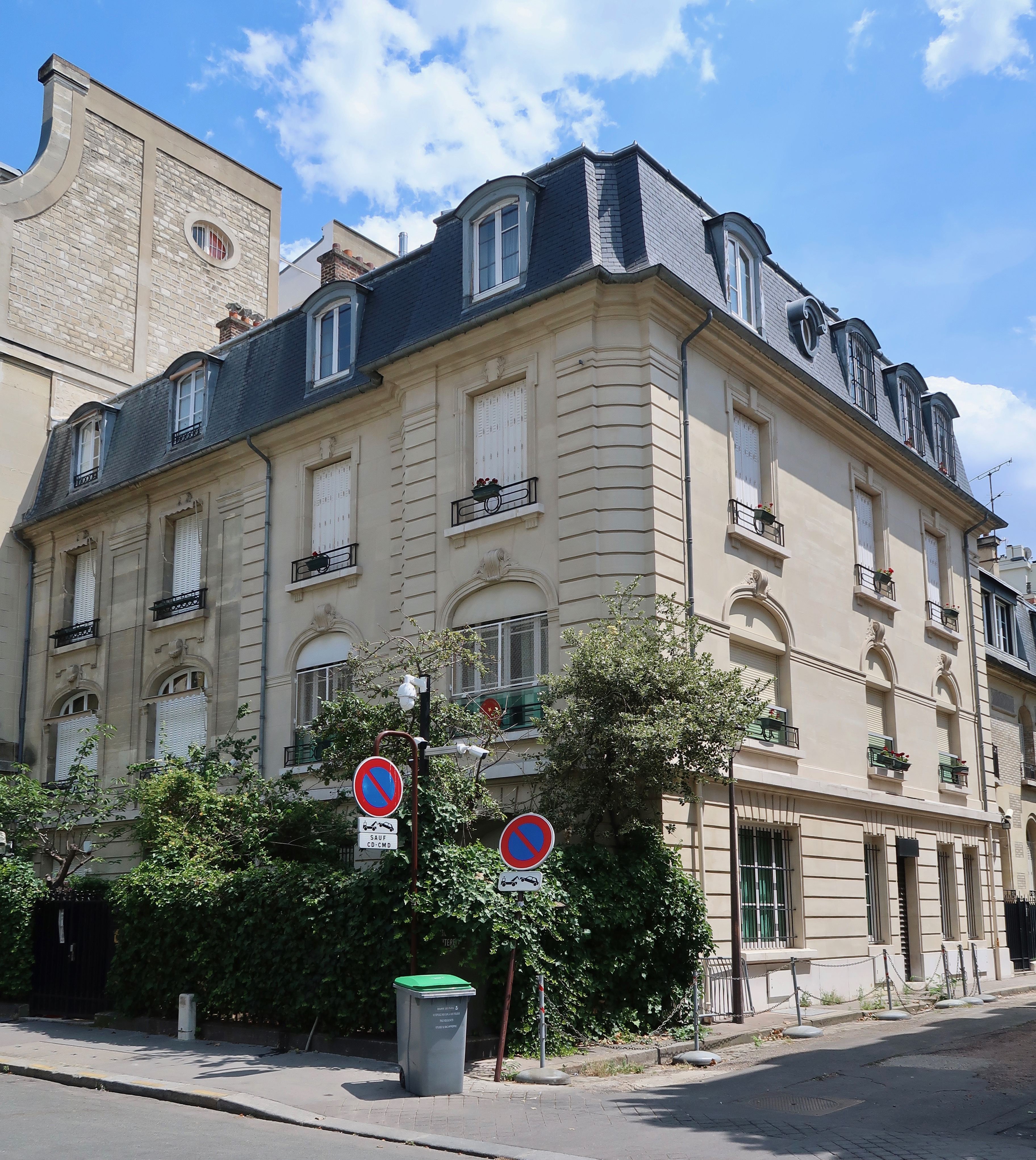
Misión permanente de Turquía ante la OCDE